# Ludwig van Beethoven
Ludwig van Beethoven (Bonn, 16 de diciembre de 1770-Viena, 26 de marzo de 1827) fue un compositor, director de orquesta, pianista y profesor de piano alemán. Su legado musical abarca, cronológicamente, desde el Clasicismo hasta los inicios del Romanticismo. Es considerado uno de los compositores más importantes de la historia de la música y su legado ha influido de forma decisiva en la evolución posterior de este arte.
Siendo el último gran representante del clasicismo vienés (después de Christoph Willibald Gluck, Joseph Haydn y Wolfgang Amadeus Mozart), Beethoven consiguió hacer trascender la música del Romanticismo, influyendo en diversidad de obras musicales del siglo xix. Su arte se expresó en numerosos géneros y aunque las sinfonías fueron la fuente principal de su popularidad internacional, su impacto resultó ser principalmente significativo en sus obras para piano y música de cámara.
Su producción incluye los géneros pianístico (treinta y dos sonatas para piano), de cámara (incluyendo numerosas obras para conjuntos instrumentales de entre ocho y dos miembros), concertante (conciertos para piano, para violín y triple), sacra (dos misas, un oratorio), lieder, música incidental (la ópera Fidelio, un ballet, músicas para obras teatrales), y orquestal, en la que ocupan lugar preponderante Nueve sinfonías.

## Biografía

### Familia

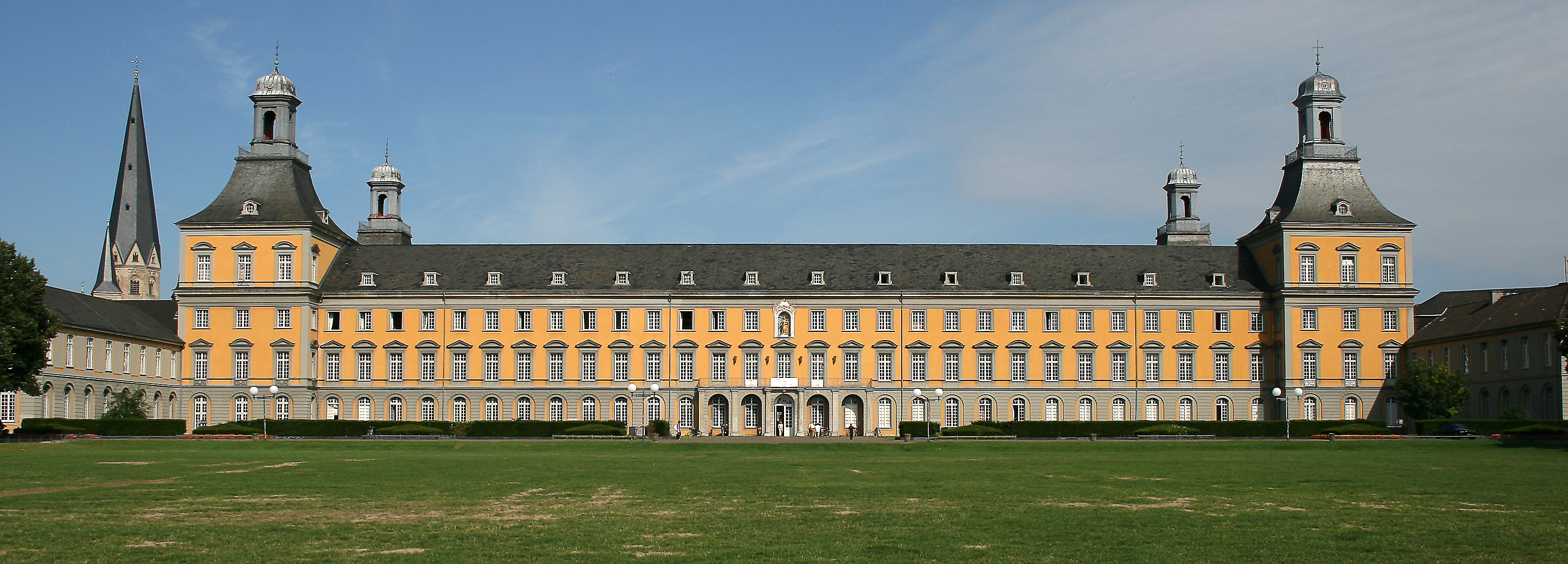
Palacio del príncipe elector (Kurfürstliches Schloss) en Bonn, donde la familia Beethoven había estado activa desde la década de 1730

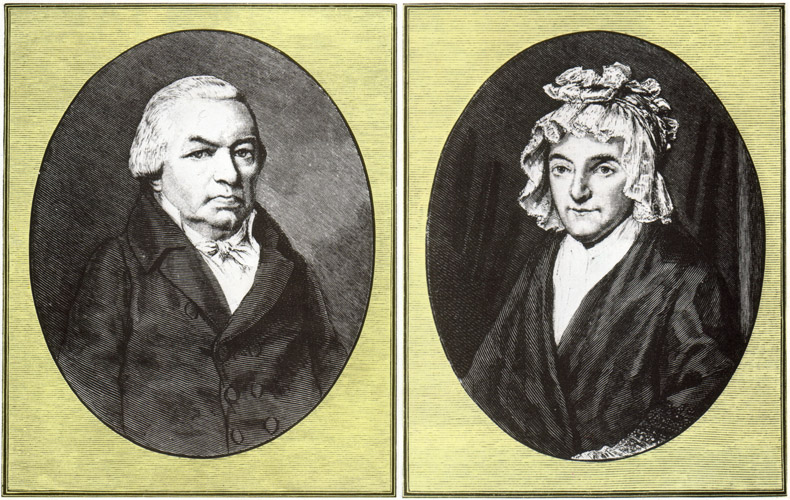
Johann van Beethoven (1740-1792) y Maria Magdalena Keverich (1746-1787), padres de Ludwig.

La familia de Beethoven vivía bajo condiciones modestas. Su abuelo paterno, llamado también Ludwig, (Malinas, 1712-1773), era descendiente de una familia de campesinos y granjeros originarios de Brabante, en la región de Flandes (Bélgica), que se trasladaron a Bonn en el siglo XVIII. La partícula van de su nombre, contrario a lo que pudiera creerse, no posee orígenes nobles, mientras que Beethoven probablemente pudo haberse derivado de Bettenhoven (Fr.: Bettincourt), una localidad de Lieja, aunque otra hipótesis apunta a que el apellido proviene de Beeth (que en flamenco quiere decir «remolacha») y Hoven, que es el plural de Hof («granja»). De esta forma, «Beethoven» vendría a significar «granjas de remolachas».
En marzo de 1733 su abuelo emigró a Bonn, en donde trabajó como director y maestro de capilla de la orquesta del príncipe elector de Colonia. El 17 de septiembre de ese mismo año contrajo matrimonio con Maria Josepha Ball, cuyos testigos fueron el organista Gilles van den Aeden y Johann Riechler. Tuvieron tres hijos: Maria Bernarda Ludovica (bautizada el 28 de agosto de 1734, muerta el 17 de octubre de 1735), Marcus Josephus (bautizado el 25 de abril de 1736, muerto poco después en una fecha indeterminada) y Johann, de cuyo nacimiento o bautismo no se conserva registro; se supone que nació a finales de 1739 o comienzos de 1740. El tercero fue el único que sobrevivió a la infancia y fue el padre de Beethoven. Johann fue músico y tenor de la corte electoral.

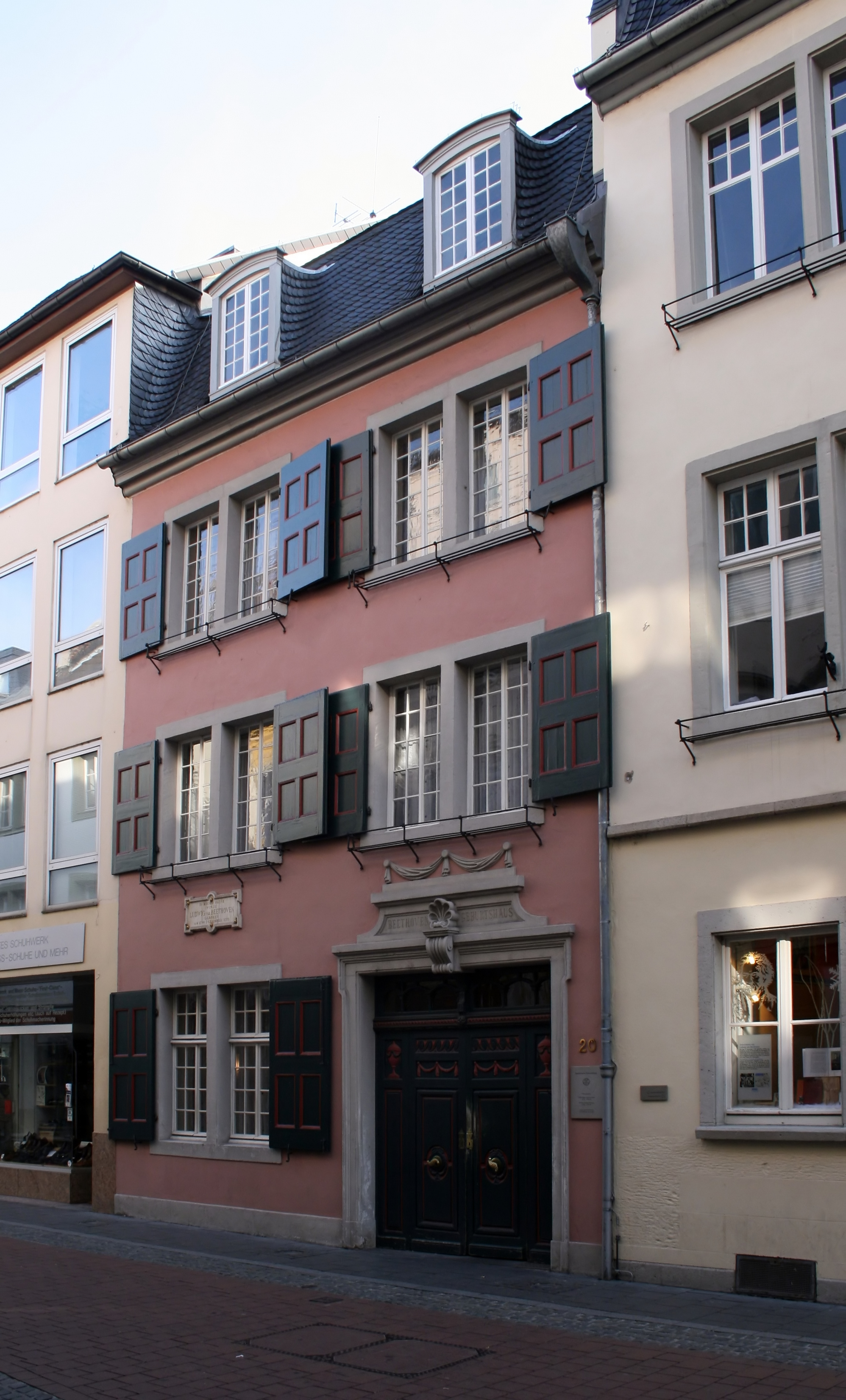
La casa de Beethoven, ubicada en el 515 de la Bonngasse, Bonn.

El 12 de noviembre de 1767 se casó en la iglesia de San Remigio en Bonn con Maria Magdalena Keverich (19 de diciembre de 1746-17 de julio de 1787), una joven viuda e hija de un cocinero de Tréveris. Por ese motivo, el matrimonio de sus padres contó con la oposición de su abuelo, que por aquel entonces ya era el prestigioso maestro de capilla de la corte y consideraba a la joven de una clase social inferior a la de su hijo, lo cual no era cierto ya que en su familia había concejales e incluso senadores.
El matrimonio se trasladó al n.º 515 de la Bonngasse y dos años después, en 1769, nació su primer hijo, bautizado como Ludwig Maria van Beethoven. Sin embargo, apenas seis días después de su bautizo, el niño falleció. El 17 de diciembre de 1770 fue bautizado su segundo hijo, en la iglesia de San Remigio de Bonn, con el nombre de «Ludovicus van Beethoven» (Ludwig van Beethoven) según se describe en el acta de bautismo. Su fecha de nacimiento, generalmente aceptada como el 16 de diciembre de 1770, no cuenta con documentación histórica que pueda respaldarla. Maria Magdalena tuvo aún cinco hijos más, de los que solo sobrevivieron dos: Kaspar Anton Karl van Beethoven, bautizado el 8 de abril de 1774, y Nikolaus Johann van Beethoven, bautizado el 2 de octubre de 1776. Los biógrafos no tienen claras las fechas de nacimiento exactas de ninguno de los hijos de Maria Magdalena Keverich.

### Primeros años de vida

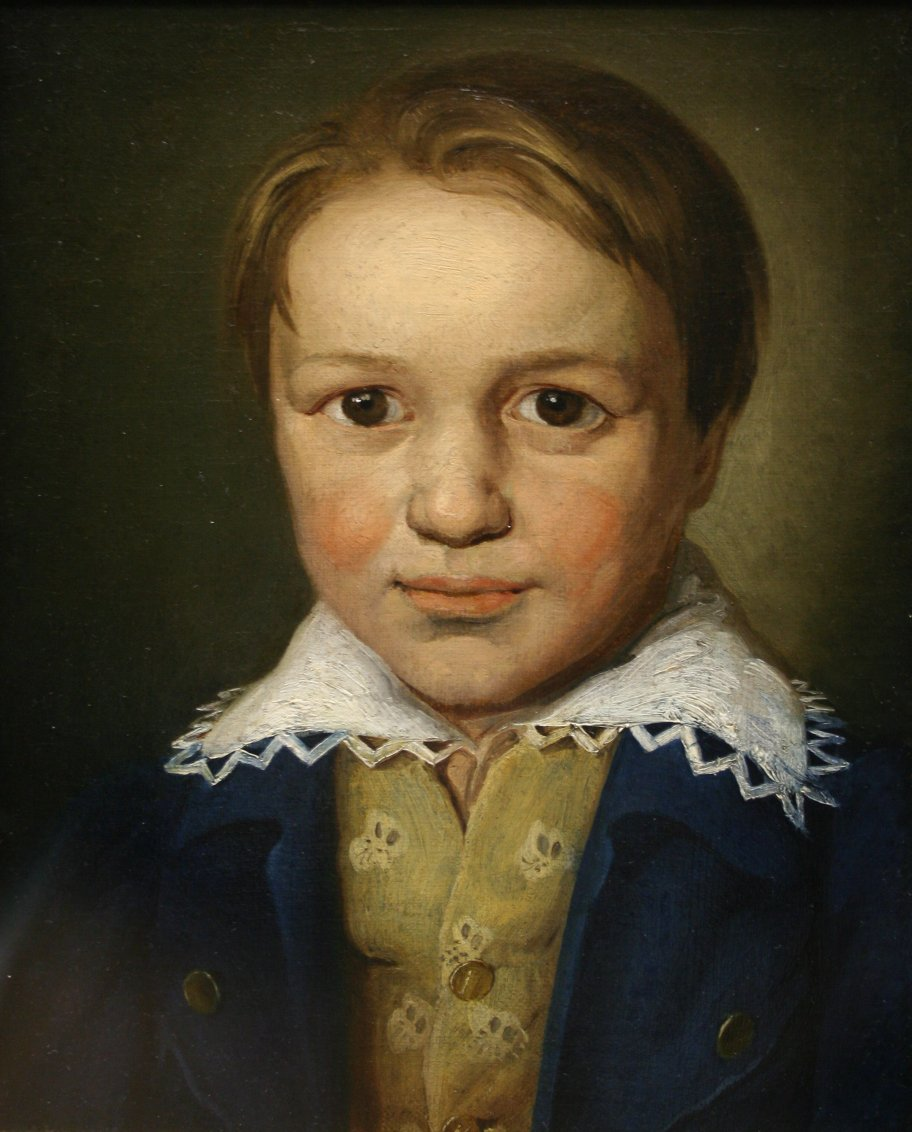
Retrato de Beethoven cuando tenía trece años.

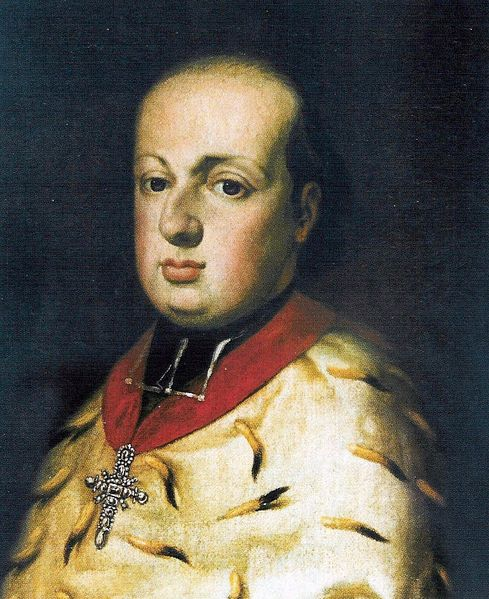
El archiduque Maximiliano Francisco de Austria (1756-1801), patrocinador financiero de Beethoven.

El padre de Beethoven estaba muy gratamente impresionado por el hecho de que Wolfgang Amadeus Mozart diese conciertos a los siete años y quería que su hijo siguiera sus pasos. Con la intención de hacer de Ludwig un nuevo niño prodigio, comenzó a enseñarle piano, órgano y clarinete a temprana edad. Sin embargo, el estudio musical coartó el desarrollo afectivo del joven, que apenas se relacionaba con otros niños. En mitad de la noche, Ludwig era sacado de la cama y era obligado a tocar el piano para los conocidos de Johann, a quienes quería impresionar; esto causaba que estuviera cansado en la escuela. Era habitual que dejara de asistir a clases y se quedara en casa para practicar música.
El padre era alcohólico, lo que supuso que perdiera el puesto de director de la orquesta de Bonn —puesto heredado del abuelo Ludwig—, y la madre estaba frecuentemente enferma. Aunque la relación con Johann era distante, Ludwig amaba mucho a su madre, a la que denominaba su «mejor amiga».
El 26 de marzo de 1778, cuando tenía siete años, Beethoven realizó su primera actuación en público en Colonia. Su padre afirmó que la edad de Ludwig era de seis años, para destacar, de esta manera, la precocidad de su hijo; por ello, siempre se creyó que Beethoven era más joven de lo que era en realidad. Debido a que el talento musical y pedagógico de su padre era limitado, Ludwig comenzó a recibir clases de otros profesores. Sus avances fueron significativos, sobre todo en la interpretación del órgano y la composición, guiado por músicos experimentados como Christian Gottlob Neefe. Neefe fue un profesor muy importante e influyente en su instrucción y supo valorar inmediatamente el nivel excepcional de Ludwig. Además de transmitirle conocimientos musicales, Neefe dio a conocer a Beethoven las obras de los pensadores más importantes, tanto antiguos como contemporáneos.
En 1782, cuando contaba once años de edad, Beethoven publicó su primera composición, titulada Nueve variaciones sobre una marcha de Ernst Christoph Dressler (WoO 63). Un año después, Neefe escribió en la Revista de Música acerca de su alumno: «Si continúa así, como ha comenzado, se convertirá seguramente en un segundo Wolfgang Amadeus Mozart». En junio del siguiente año, Ludwig fue contratado como intérprete de viola en la orquesta de la corte del príncipe elector de Colonia Maximiliano Francisco, por recomendación de Neefe. Este puesto le permitió frecuentar la música de los viejos maestros de capilla, además de facilitarle la entrada en nuevos círculos sociales, en los que se encontraban algunos de los que serían amigos suyos durante toda su vida, como la familia Ries, los von Breuning (en cuya casa conoció a los clásicos y aprendió a amar la poesía y la literatura) o el doctor Franz Gerhard Wegeler (con quien años más tarde se volvería a encontrar en Viena).

### El primer viaje a Viena

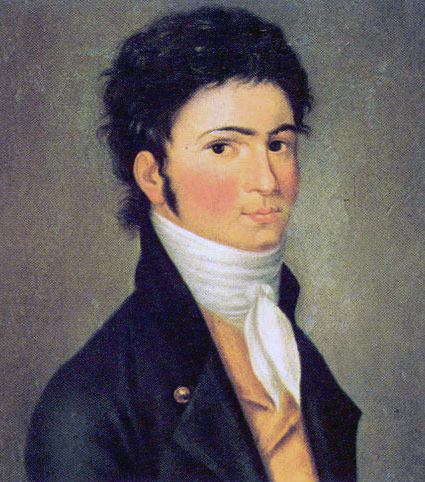
Retrato de un joven Ludwig van Beethoven, realizado por Carl Traugott Riedel

Beethoven encontró una vía de escape de la presión familiar en 1787 cuando, con 16 años, marchó a la capital austriaca apoyado por su mecenas, el conde Ferdinand von Waldstein, quien sufragó los gastos del viaje y, lo más importante, lo convenció de sus posibilidades de éxito. Parece que durante este viaje a Viena tuvo lugar un fugaz encuentro con Mozart. En relación con este encuentro, solo existen textos de discutible autenticidad. De cualquier modo, la leyenda dice que Mozart habría dicho: «Recuerden su nombre, este joven hará hablar al mundo».
Al poco tiempo, su madre enfermó gravemente de tuberculosis y su padre le pidió por carta que regresara a Bonn inmediatamente. La madre murió el 17 de julio de 1787. Tras este hecho, su padre entró en una depresión y su alcoholismo se agravó, llegando a ser detenido y encarcelado por este hecho. Después de esto, el joven Ludwig tuvo que responsabilizarse de sus jóvenes hermanos y se vio obligado a mantenerlos, tocando el violín en una orquesta y dando clases de piano durante cinco años, mientras que su padre seguía preso. Su padre falleció finalmente el 18 de diciembre de 1792.

### De aprendiz a maestro

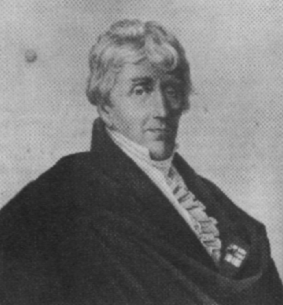
Franz Gerhard Wegeler (1765-1848), médico y amigo desde la infancia de Beethoven.

En 1792 el príncipe elector de Bonn volvió a financiarle un viaje a Viena, ciudad en la que permaneció el resto de su vida componiendo, tratando de alcanzar un reconocimiento social a su persona por medio del arte y sufriendo un mal particularmente terrible para él: la sordera. Allí, Beethoven recibió clases de composición con Joseph Haydn, de contrapunto con Johann Georg Albrechtsberger y Johann Baptist Schenk y de lírica con Antonio Salieri.
Durante este período tuvo varios duelos musicales con otros pianistas. El primero fue en 1792 ―con 21 años de edad―, durante un viaje con la orquesta de la corte, en el cual tocó con Franz Sterkel, ejecutando obras de dicho compositor. En 1800 tuvo lugar el famoso duelo en el palacio de Lobkowitz, en el que el pianista y compositor Daniel Steibelt lo retó a que tocasen juntos. En dicha ocasión, Beethoven tomó partituras de una obra de este, modificándolas al mismo tiempo que las iba tocando, con tanta gracia que Steibelt declaró que no volvería a Viena mientras Beethoven viviera allí y abandonó la ciudad, radicándose en París.
Con veinticuatro años publicó su primera obra importante: tres tríos para piano, violín y violonchelo (Opus 1), y el año siguiente, en 1795, realizó su primer concierto público en Viena como compositor profesional, en el que interpretó sus propias obras. Ese mismo año le propuso matrimonio a Magdalena Willman, pero esta se negó. Posteriormente, realizó una gira por Praga, Dresde, Leipzig, Berlín y Budapest. En 1796 publicó tres sonatas para piano (Opus 2). La corte, la nobleza y la Iglesia vienesas acogieron la música de Beethoven y se convirtieron en mecenas y protectores del joven músico. Eran frecuentes las disputas entre estos estamentos y el compositor, debido al carácter fuerte e impulsivo del músico, pero este hecho le hizo granjearse un gran respeto en la ciudad. Entre sus mecenas se encontraban personalidades como el príncipe Karl von Lichnowsky y el barón Gottfried van Swieten. Por esa época se desligó de Haydn, con el que no coincidía musicalmente pero a quien, a pesar de esto, dedicó los tres tríos.
En 1800, Beethoven organizó un nuevo concierto en Viena en el que realizó la presentación de su Primera sinfonía. Su actividad musical iba en aumento y también impartió clases de piano entre las jóvenes aristócratas, con las que mantuvo romances esporádicos. Al año siguiente, Beethoven se confesó preocupado por su creciente sordera a su amigo Wegeler. En Heiligenstadt, el año siguiente, escribió el conocido Testamento de Heiligenstadt, en el que expresa su desesperación y disgusto ante la injusticia de que un músico pudiera volverse sordo, algo que no podía concebir ni soportar. Incluso llegó a plantearse el suicidio, pero la música y su fuerte convicción de que podía hacer una gran aportación al género hicieron que siguiera adelante. En dicho testamento escribió que sabía que todavía tenía mucha música por descubrir, explorar y concretar.

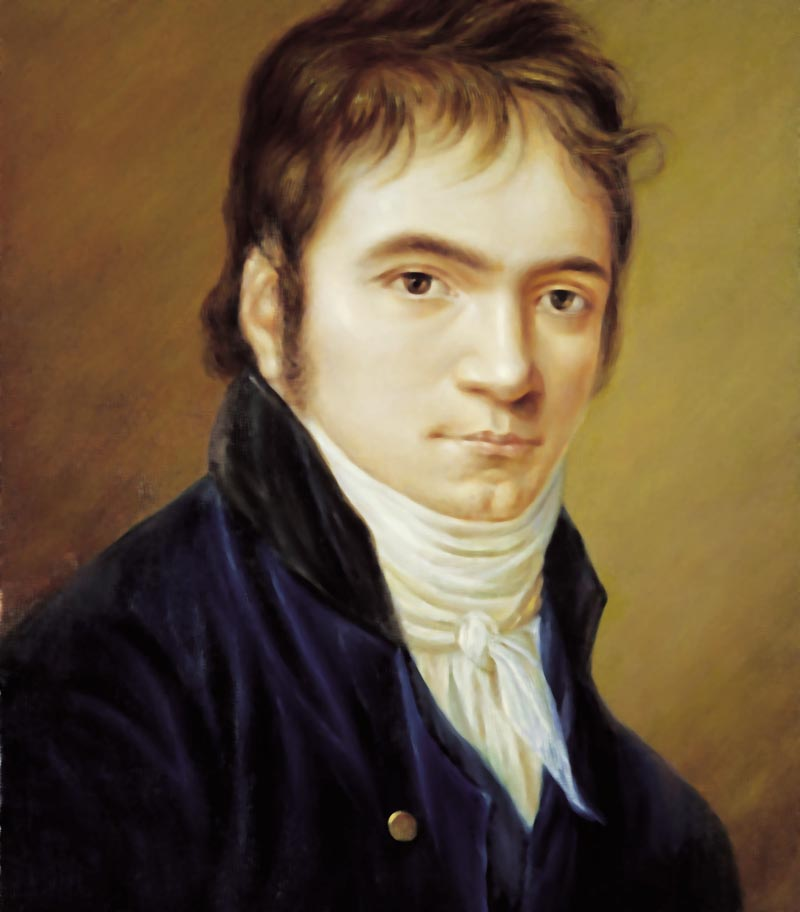
Beethoven en 1803, pintado por Christian Horneman.

Su música inicial, fresca y ligera, cambió para convertirse en épica y turbulenta, acorde con los tiempos revolucionarios que vivía Europa. Eran años en que las potencias monárquicas europeas se habían aliado para derrotar a la Francia revolucionaria. En una deslumbrante campaña en el norte de Italia, en la que el ejército austríaco fue derrotado, adquirió notoriedad Napoleón Bonaparte, que se convirtió en un ídolo entre los sectores progresistas. De esta época son la Sonata para piano n.º 8, llamada Patética, y la Sonata para piano n.º 14, llamada Claro de luna. Su Tercera sinfonía, llamada La Heroica (traducción de la denominación en italiano Eroica), estaba escrita en un principio en «memoria de un gran hombre», Napoleón, que era visto en ese momento como un liberador de su pueblo. Cuando se declaró a sí mismo emperador, Beethoven se enfureció y borró violentamente el nombre de Napoleón de la primera página de la partitura. La Heroica se estrenó finalmente el 7 de abril de 1805.

### Éxito y sufrimiento

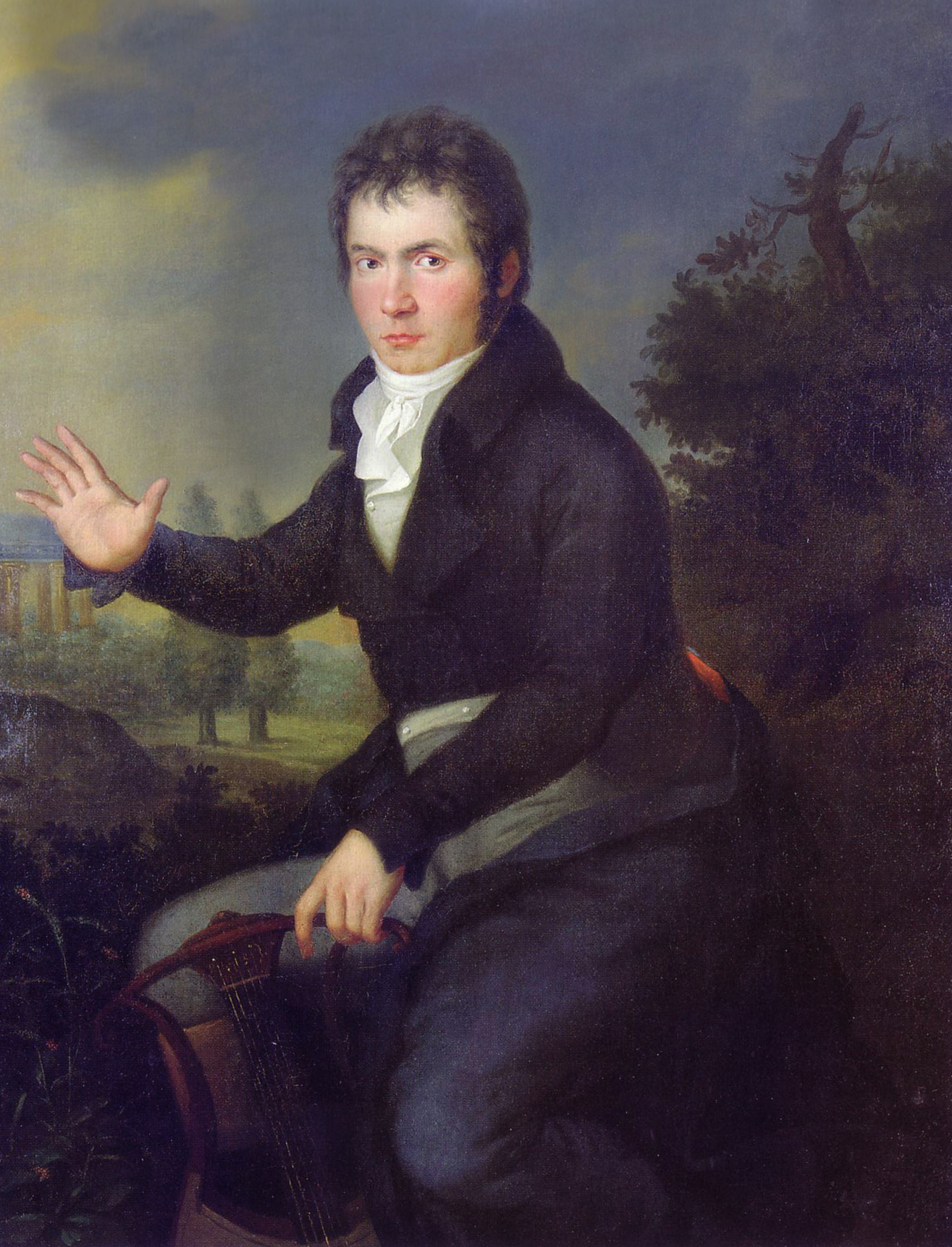
Retrato de Beethoven (hacia 1804), en la época de la Sonata Appassionata y de Fidelio. Decidido a «agarrar el destino por el cuello», compuso en el periodo de 1802 a 1812 una serie de obras brillantes y enérgicas características de su estilo «heroico».

Muy pronto, Beethoven dejó de necesitar los conciertos y recitales en los salones de la corte para sobrevivir. Los editores se disputaban sus obras; además, la aristocracia austriaca, quizás avergonzada por la muerte de Wolfgang Amadeus Mozart en la pobreza, le asignó una pensión anual. Debido a la pérdida de sus capacidades auditivas, se entregó a una febril actividad creadora, y, a la par, sufrió penalidades personales producidas por dos desengaños amorosos. No llegó a casarse nunca, pero se le atribuyen varios romances, sobre todo entre damas de la nobleza. Antonie von Birkenstock, casada con el banquero alemán Franz Brentano, fue uno de los grandes amores de su vida.
Entre 1804 y 1807, estuvo enamorado de la joven y bella condesa Josephine Brunswick, viuda de Joseph Graf Deym. Su amor era correspondido por parte de la condesa, pero este no pudo concretarse debido a las rígidas restricciones sociales de la época y a la estricta separación entre la nobleza y el vulgo, por lo que la relación cesó. Durante este período, Beethoven había terminado Leonore, su única ópera. Compuso hasta cuatro oberturas diferentes y finalmente cambió el nombre de dicha ópera a Fidelio, en contra de sus deseos. El 20 de noviembre de 1805 fue la fecha de la primera representación, que tuvo poca afluencia de público, ya que esa misma semana las tropas de Napoleón habían entrado por primera vez en Viena. En los años siguientes, Beethoven incrementó su actividad creadora y compuso muchas obras, entre ellas la Quinta sinfonía, la Sexta sinfonía o Sinfonía Pastoral, la Obertura Coriolano y la bagatela para piano Para Elisa.

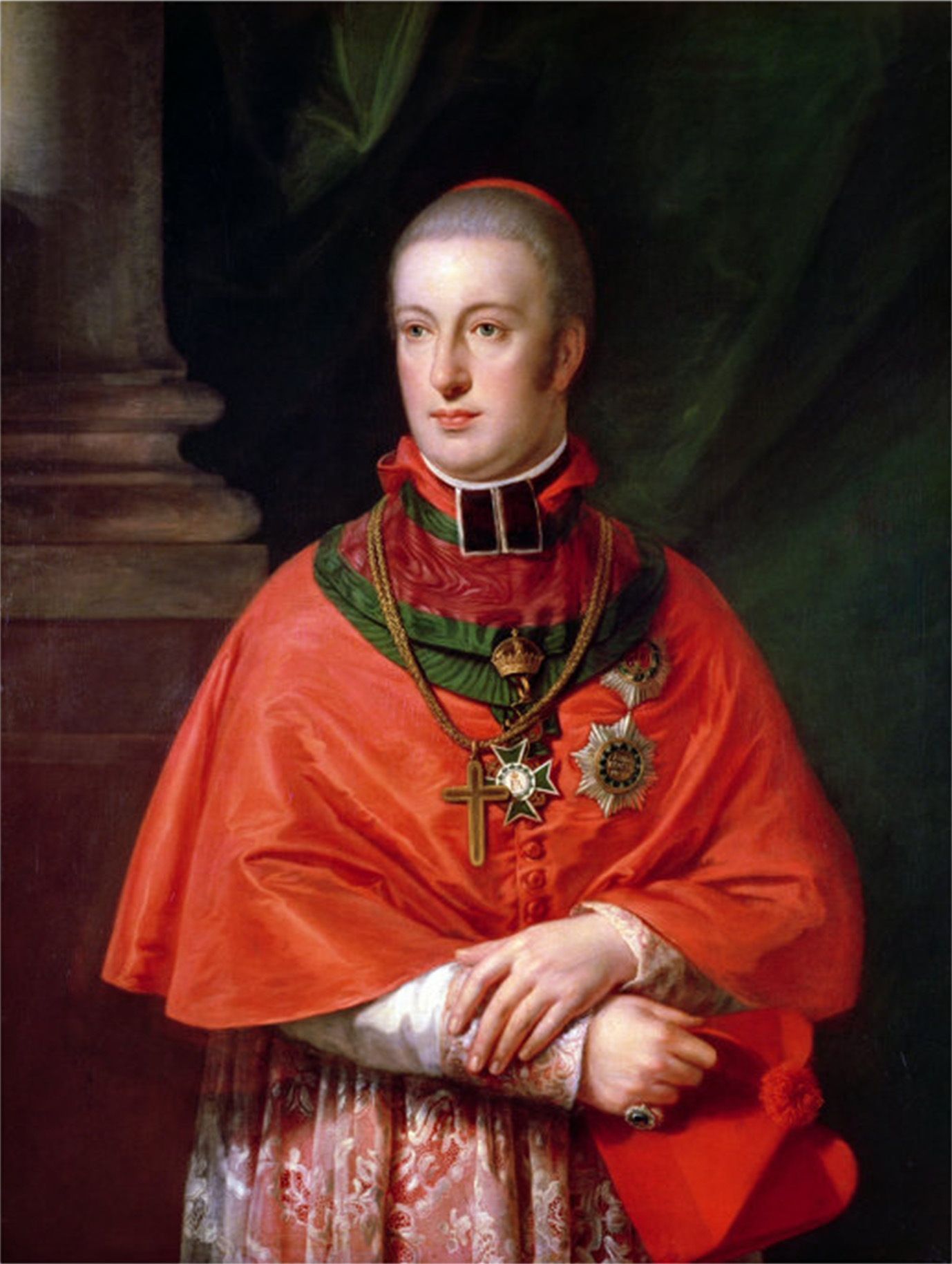
El archiduque Johann Joseph Rainer Rudolph, benefactor de Beethoven.

Sus apariciones en público eran cada vez más infrecuentes. El 22 de diciembre de 1808 Beethoven dio uno de sus últimos conciertos en vivo, en una larga jornada que incluyó el estreno de la Fantasía para piano, orquesta y coro Op. 80, las sinfonías Quinta y Sexta, el Concierto para piano n.º 4 Op. 58, el aria Ah perfido! y tres movimientos de la Misa en do mayor Op. 86. Tuvo como alumno al archiduque Johann Joseph Rainer Rudolph, hermano del emperador, y eventualmente se convirtió también en su más grande benefactor. En 1809 Beethoven no estaba conforme con su situación en Viena, especialmente bajo el aspecto económico. Entonces se planteó la invitación de Jerónimo Bonaparte, para dejar Viena y trasladarse a Wesfalia. Su vieja amiga la condesa Anna Marie Erdödy logró convencer a Beethoven para que se mantuviera en Viena con la ayuda de sus más ricos admiradores, entre los que se encontraban el archiduque Rudolf, el príncipe Lobkowitz y el príncipe Kinsky, que ofrecieron a Beethoven una pensión anual de 4000 florines, lo que le permitió vivir sin preocupaciones económicas. La única condición que le pusieron fue no abandonar la ciudad de Viena, condición aceptada por el compositor. Dicha pensión lo convirtió en el primer artista y compositor independiente de la historia, ya que anteriormente la mayoría de los músicos y compositores (Haydn y Mozart incluidos) eran sirvientes en las casas de la aristocracia, formando parte de su personal doméstico y componiendo e interpretando según sus amos les pedían. En cambio, las condiciones del arreglo al que llegó Beethoven con sus benefactores daban libertad al compositor de componer lo que él quisiera, y cuando él quisiera.

### El incidente de Teplice

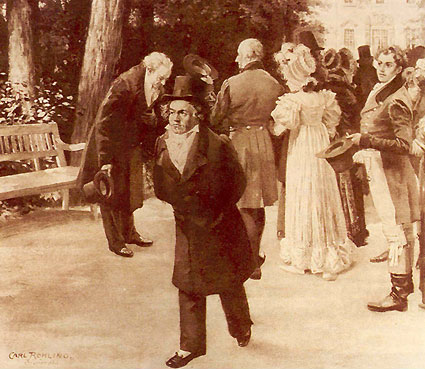
El encuentro en Teplice. Al parecer, cuando Beethoven y Goethe paseaban por la alameda de este balneario, se encontraron a la emperatriz con su familia. El compositor siguió su paseo sin pararse a saludar. Esta imagen es una recreación posterior de Carl Rohling.

En 1812, Beethoven se trasladó al balneario de Teplitz (Teplice) y durante su estancia escribió la carta a su «Amada inmortal», que provocó multitud de especulaciones sobre su destinataria aunque nunca se ha podido averiguar con exactitud. En 1977, el musicólogo estadounidense Maynard Solomon afirmó que la carta iba dirigida a Antonie Brentano, la esposa de un mercader de Fráncfort del Meno y madre de cuatro hijos. Debido a su sentido ético y su miedo al matrimonio, Beethoven abandonó esta relación, a pesar de los conflictos emocionales que le causó. En julio de ese año, Bettina von Arnim organizó un encuentro entre el compositor y Johann Wolfgang von Goethe. Más tarde, la condesa publicó su correspondencia con Goethe y en una de sus cartas al conde Hermann von Pückler-Muskau relató cierto suceso que al parecer habría ocurrido en dicho balneario ese mismo verano, cuando Beethoven y Goethe se encontraron por primera vez. Ambos paseaban por la alameda del balneario y de pronto apareció frente a ellos la emperatriz María Luisa de Austria-Este con su familia y la corte. Goethe, al verlos, se hizo a un lado y se quitó el sombrero. En cambio, el compositor se lo caló todavía más y siguió su camino sin reducir el paso, haciendo que los nobles se hicieran a un lado para saludar. Cuando estuvieron a cierta distancia se detuvo para esperar a Goethe y decirle lo que pensaba de su comportamiento «de lacayo».

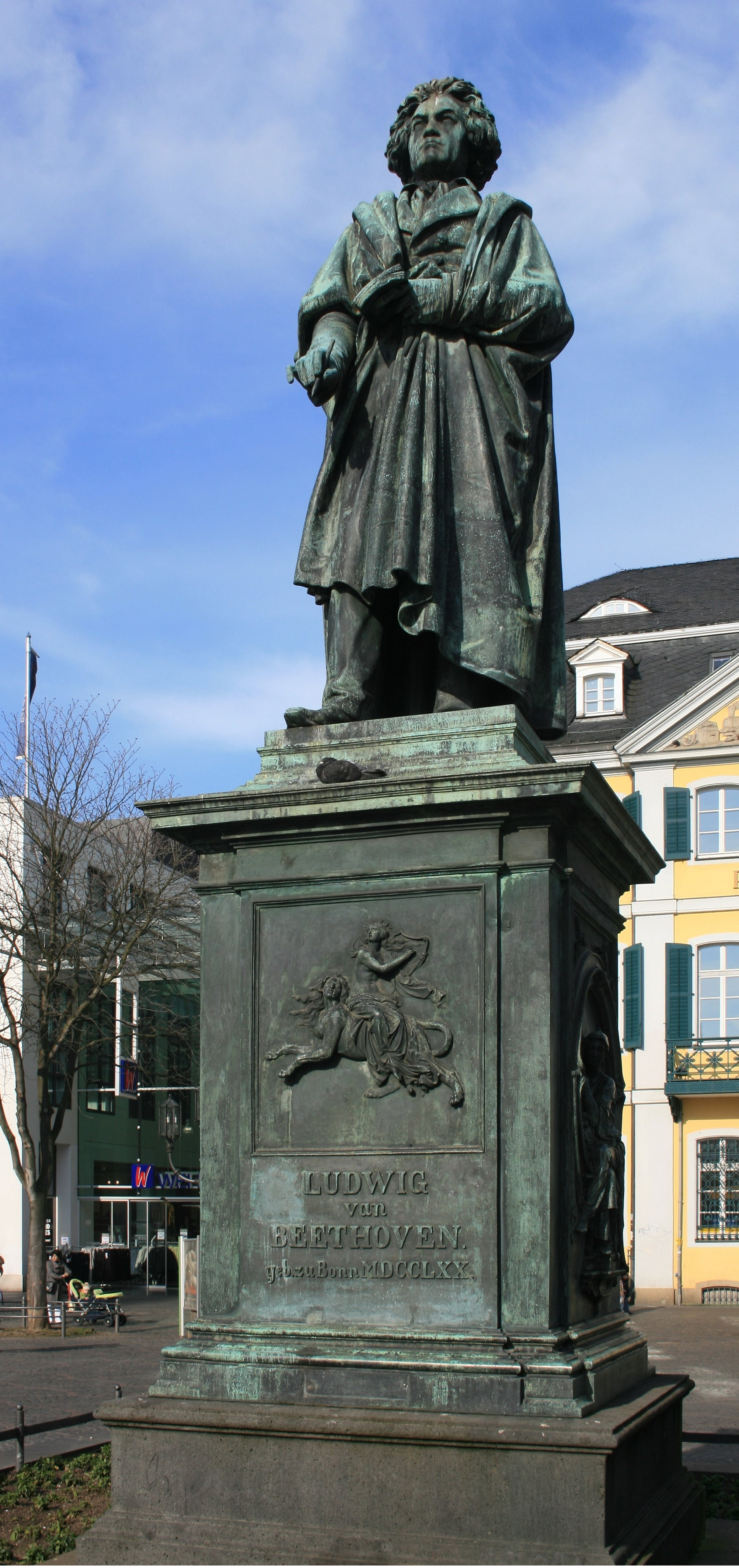
El monumento a Beethoven en Bonn, Münsterplatz.

Según Elisabeth von Arnim, el mismo Beethoven le habría contado esta anécdota. Sin embargo, su veracidad es muy discutida y hoy existe un cierto acuerdo en considerarla, si no por completo al menos en buena parte, invento de Elisabeth. En su carta a von Pückler-Muskau, le pregunta si le gusta la historia, Kannst du sie brauchen? («¿Puedes utilizarla?»). Von Arnim, sin embargo, decidió utilizarla ella misma, y en 1839 publicó en la revista Athenäum una carta, supuestamente de Beethoven, en la que este contaba la anécdota. El original de esta carta no apareció nunca; solo la copia y algunos detalles (como la fecha) indican que Beethoven no la escribió nunca, o al menos no tal como fue transcrita. Independientemente de su autenticidad, el incidente encantó a la sociedad vienesa, que lo creyó verdadero durante mucho tiempo.

### Problemas económicos

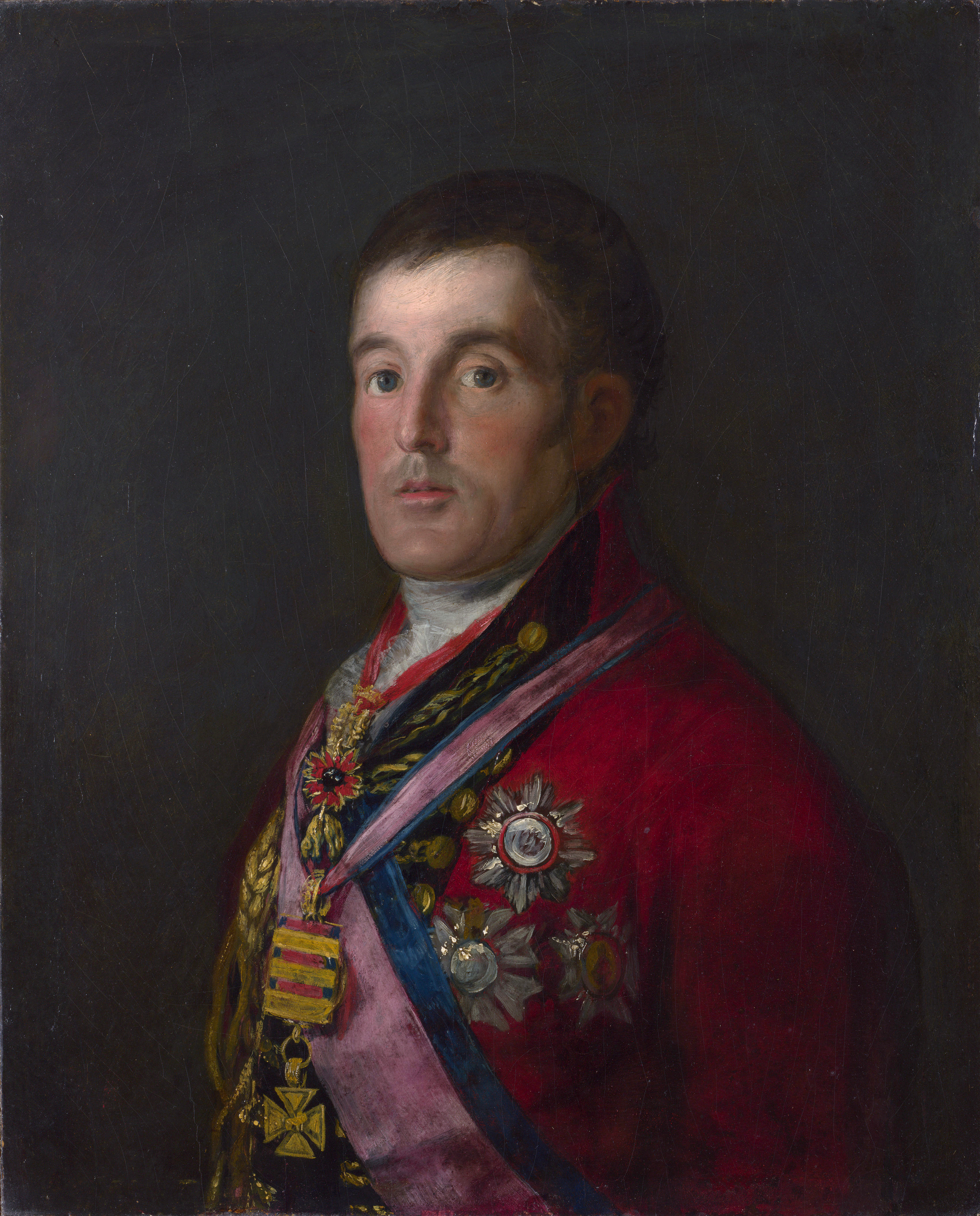
La obra orquestal La victoria de Wellington fue compuesta como homenaje a la victoria sobre los ejércitos napoleónicos en la batalla de Vitoria por parte del duque de Wellington y alcanzó gran popularidad.

Beethoven había entablado contacto con el inventor Johann Mäzel, que le construyó varios instrumentos para ayudarlo con sus dificultades auditivas, como cornetas acústicas o un sistema para escuchar el piano. Su obra orquestal La victoria de Wellington fue compuesta en 1813 para ser interpretada con un panarmónico, otro de los inventos de Mäzel. Esta obra era un homenaje a la victoria sobre los ejércitos napoleónicos en la batalla de Vitoria por parte del duque de Wellington y alcanzó gran popularidad, además de volver verdaderamente famoso al compositor, lo que le procuró grandes ingresos. Sin embargo, él mismo la calificó como «basura» (algo que no dijo de ninguna otra obra suya) y hoy está completamente olvidada. El invento de Mäzel que más impresionó al compositor fue el metrónomo, y escribió cartas de recomendación a editores y comenzó a realizar anotaciones en las partituras con los tiempos del metrónomo para que sus obras se interpretaran al tempo que él había concebido. En esa época comenzaron los problemas económicos del compositor, ya que uno de sus mecenas, el príncipe Lobkowitz, sufrió una quiebra económica y el príncipe Kinsky falleció al caerse de su caballo, tras de lo cual sus herederos decidieron no pagar las obligaciones financieras que el príncipe había contraído con el músico.

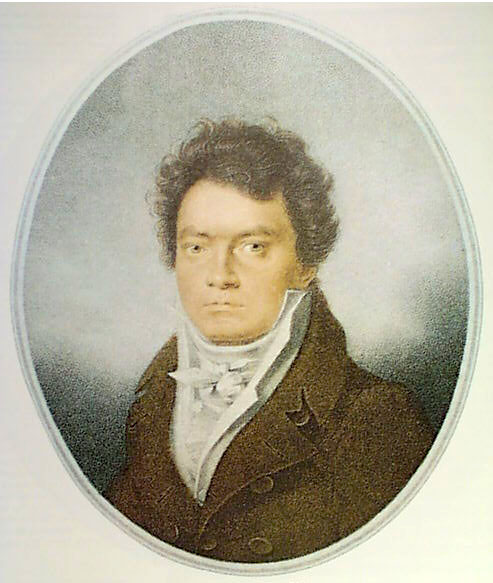
Retrato de Beethoven realizado por Louis-René L'étronne en 1814

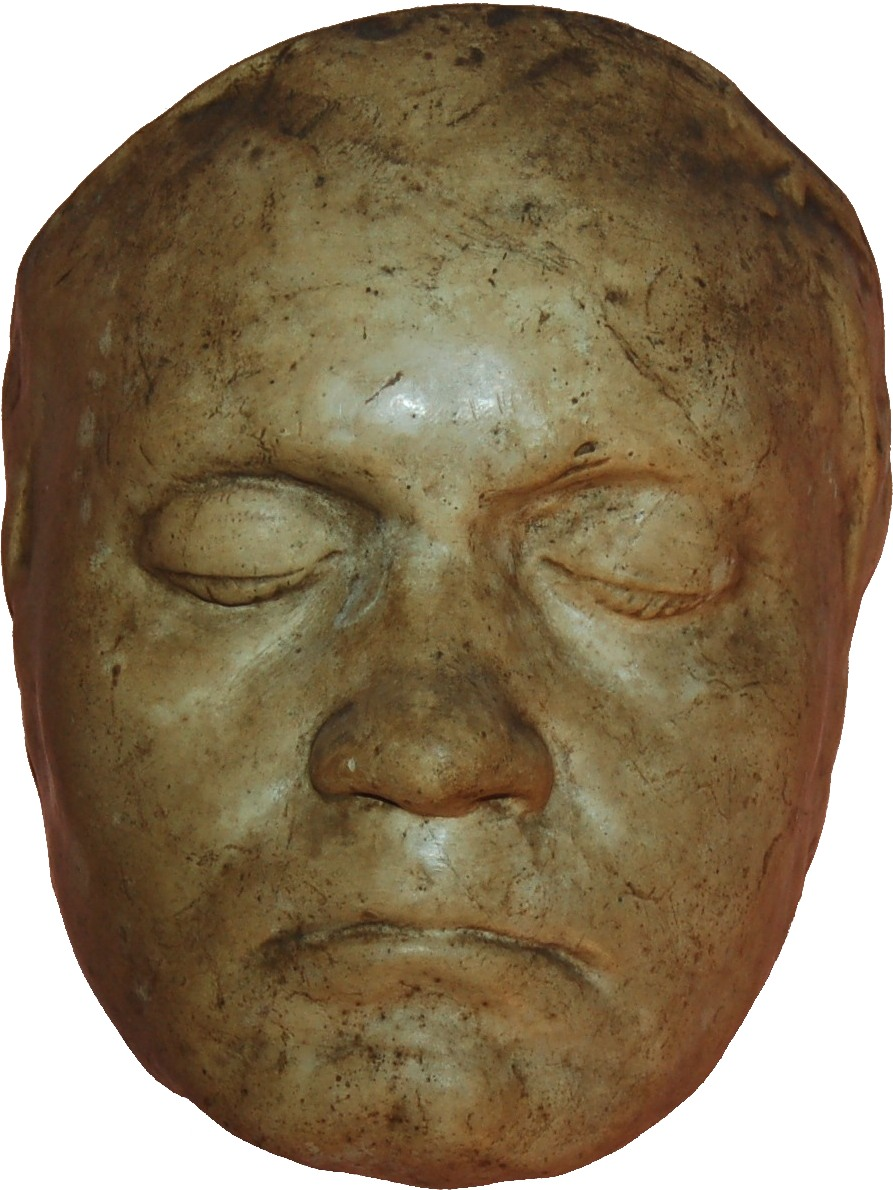
Reproducción en yeso de una máscara Ludwig van Beethoven en vida en 1812 (contrario a la creencia convencional, esto no es una máscara mortuoria).

En 1814, acabó las Séptima y Octava sinfonías y reformó la ópera Fidelio, que fue un gran éxito, tanto de afluencia de público como económico, al igual que el resto de conciertos que realizó en esa época. Ese mismo año tuvo lugar el Congreso de Viena, que reunió en la ciudad a numerosos mandatarios que decidían el futuro de Europa después de la derrota de Napoleón. Este fue uno de los momentos de gloria de Beethoven, ya que fue invitado en muchas ocasiones a participar en los múltiples conciertos que se dieron en las celebraciones y fue recibido con admiración y reconocimiento.
Algunas fuentes apuntan a que el último concierto público de Beethoven tuvo lugar el 11 de abril de ese mismo año (1814) y consistió en el estreno del Trío op. 97, junto al violinista Ignaz Schuppanzigh y el violonchelista Joseph Lincke.
Tras la muerte de su hermano Kaspar Karl el 15 de noviembre de 1815, tomó la decisión de acoger a su sobrino Karl, de nueve años de edad, en contra de la voluntad de su cuñada. En los años comprendidos entre 1815 y 1820, dedicó gran parte de sus energías y su tiempo a la batalla legal para ganar la custodia de su sobrino Karl. Este esfuerzo le supuso dejar prácticamente de componer (lo que no le impidió escribir seis ciclos de Lieder y la sonata Hammerklavier). En el testamento del hermano se le establecía a él como tutor de Karl, pero en el lecho de muerte, a petición de la cuñada, se estableció una tutoría conjunta. Ludwig, quien aborrecía a su cuñada, tuvo que llevar su causa ante la justicia. Los tribunales ordinarios no lo conocían y le costaba hacer valer sus influencias, aunque finalmente ganó el caso, y desde entonces se dedicó a la formación musical de Karl con falsas esperanzas, ya que el chico no tenía dotes musicales. Uno de los profesores con los que contó su sobrino fue Carl Czerny, que posteriormente fue profesor de Franz Liszt y antes había sido alumno del propio Beethoven. Además, la relación con su hijo adoptivo no era excelente; constantemente tenía que encontrarle nuevos tutores, ya que tenía conflictos con ellos, y este escapaba con su madre y peleaba constantemente con el tío. La preocupación por el dinero, que acompañó a Beethoven desde los días de la infancia en que tuvo que proveer para la familia, lo ocupó en este periodo como nunca. Los editores no confiaban en él, pues no cumplía sus promesas de exclusividad y pedía constantemente más dinero por sus obras. Según su biógrafo, Emil Ludwig, de este periodo no hay ni una sola carta en la que no se traten, al menos tangencialmente, problemas de dinero.
Después de 1815, Napoleón fue definitivamente derrotado y el canciller austriaco Klemens von Metternich instauró un régimen policial para impedir rebrotes revolucionarios. Beethoven fue una voz crítica del régimen. En esa época, su nombre era muy respetado en el Imperio y en Europa Occidental, sobre todo en Inglaterra, en parte gracias al éxito de La victoria de Wellington. Pero el ascenso de Gioachino Rossini y la ópera italiana, que Beethoven consideraba poco seria, lo colocó en segundo plano.

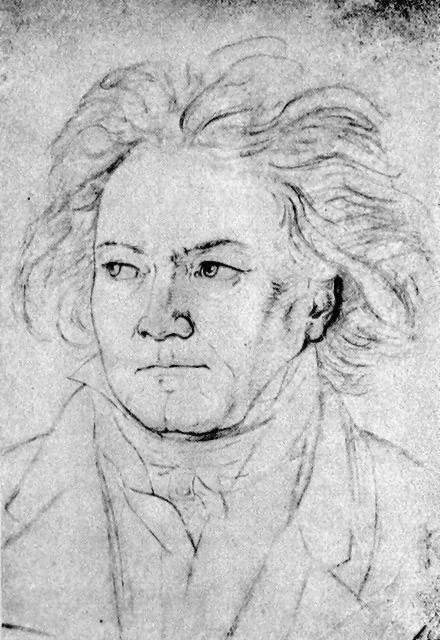
Retrato de Beethoven en 1818 realizado por August Klöber

En 1816, realizó el primer esbozo de la Novena sinfonía y dos años más tarde su antiguo alumno y benefactor, el archiduque Rudolf, fue nombrado cardenal, motivo por el cual Beethoven comenzó a componer la Misa en re, aunque no estuvo terminada antes de la ceremonia de entronización. En 1822, Beethoven tuvo un encuentro con Rossini en Viena, ciudad en la que este estaba cosechando grandes éxitos. Debido a las dificultades con el idioma y la sordera de Beethoven, el encuentro fue breve.

### Últimos años en Viena

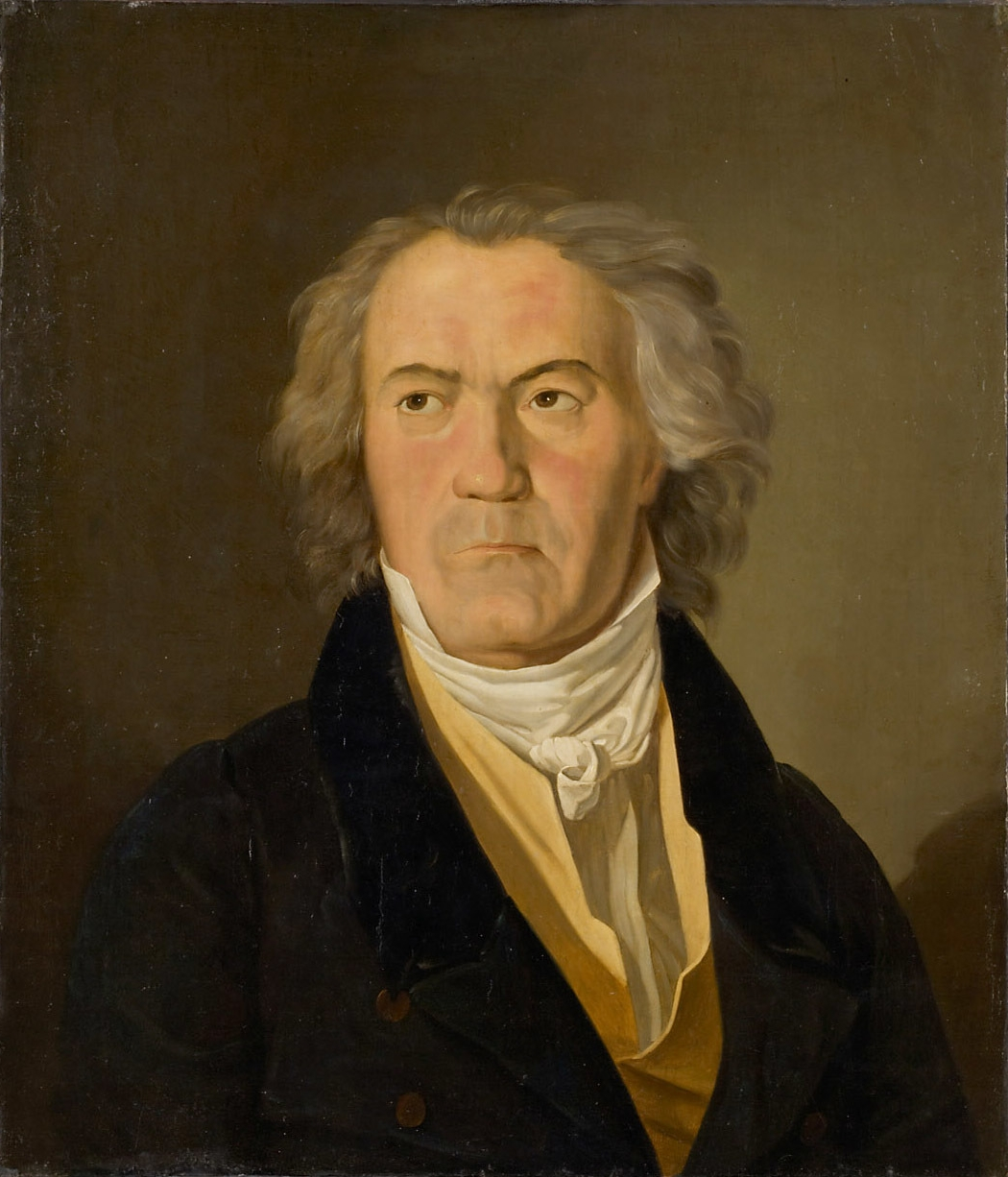
Beethoven en 1823, año en que terminó su Novena sinfonía. Retrato de Ferdinand Georg Waldmüller.

Beethoven pasó los últimos años de su vida casi totalmente aislado por la sordera, relacionándose solamente con algunos de sus amigos a través de los «cuadernos de conversación», que le sirvieron como medio de comunicación. Su último gran éxito fue la Novena sinfonía, terminada en 1823. En los tres años finales, se dedicó a componer cuartetos de cuerda y la Missa Solemnis. El 13 de abril de ese año conoció a Franz Liszt, que entonces tenía once años, durante un concierto del compositor húngaro y lo felicitó por su interpretación. Años más tarde, Liszt transcribió todas las sinfonías de Beethoven para piano y fue un destacado intérprete de su obra. El estreno de la Novena sinfonía tuvo lugar el 7 de mayo de 1824 y fue un rotundo éxito a pesar de las dificultades técnicas que entrañaba la obra. Este éxito no se tradujo en una ganancia financiera y los problemas económicos continuaron acuciando al compositor, que aunque tenía el dinero que estaba ahorrando, no lo podía utilizar ya que estaba destinado como herencia para su sobrino.
La salud del maestro decayó inexorablemente durante su estancia en la casa de su hermano en Gneixendorf, a pesar de los cuidados de su familia. Su hermano Nikolaus Johann recordaba: «Al almuerzo comía únicamente huevos pasados por agua, pero después bebía más vino, y así a menudo padecía diarrea, de modo que se le agrandó cada vez más el vientre, y durante mucho tiempo lo llevó vendado». Tenía edemas en los pies y se quejaba continuamente de sed, dolores de vientre y pérdida de apetito. En esa época, comenzó la composición de la Décima sinfonía.
El 1 de diciembre de 1826, Beethoven y Karl volvieron a Viena. La premura de la decisión determinó que carecieran de un transporte adecuado y solamente pudieron conseguir un viejo carromato descubierto. El viaje resulta catastrófico para una persona en el estado en que se encontraba Beethoven, quien llevaba ropa de verano y se vio obligado a pasar la noche en una taberna de la aldea, donde la habitación no tenía calefacción ni persianas que lo protegieran del frío. Hacia la medianoche sufrió un escalofrío febril y comenzó una tos seca acompañada de sed intensa y fuertes dolores en los costados. Estando así, el maestro bebió grandes cantidades de agua helada que solo agravaron su condición. Sin embargo, logró recuperarse de su crisis gracias a la atención del doctor Wawruch y consiguió llegar a la capital. El 20 de diciembre, se le extrajeron fluidos abdominales. Karl permaneció durante todo el mes a su lado hasta su incorporación, en enero, a su regimiento. El joven se había reconciliado totalmente con su tío tras el lamentable episodio del suicidio: «Mi querido padre: vivo satisfecho y solo me pesa verme separado de ti».

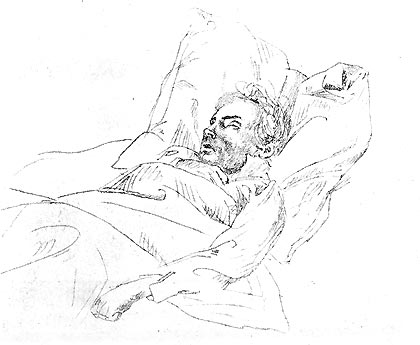
Beethoven en su lecho de muerte, por Josef Eduard Teltscher

Casi en la miseria, a pesar de tener una gran fortuna en acciones financieras, escribió a sus amigos en Londres para pedir algún dinero. La respuesta llegó de inmediato, junto con cien libras esterlinas prestadas incondicionalmente. Cuando se difundió en Viena el estado terminal de Beethoven, todos sus antiguos amigos que aún vivían acudieron a su domicilio de la Schwarzspanierhaus para expresarle sus deseos de una pronta recuperación, aunque en realidad su propósito era despedirse del envejecido compositor.
A pesar de los cuidados de su médico y el cariño de sus amigos, la maltrecha salud del músico, que había padecido problemas hepáticos durante toda su vida, empeoró. Esos últimos días le acompañaron Franz Schubert, quien en realidad no se atrevió a visitar al maestro, pero un amigo de ambos le mostró al moribundo las partituras de sus lieder, que Beethoven tuvo oportunidad de admirar y se le atribuye la frase: «Es verdad que en este Schubert se encuentra una chispa divina», recordando el comentario que sobre él hiciera Mozart y haciendo el cumplido que no hiciera a ningún otro músico. El 20 de marzo escribió: «Estoy seguro de que me iré muy pronto». Y el día 23, entre los estertores del moribundo, algunas fuentes indican que exclamó: «Aplaudid amigos, comedia finita est» («La comedia ha terminado»), un final típico de la comedia del arte, aunque en 1860 Anselm Hüttenbrenner negó que Beethoven hubiera pronunciado tales palabras. Esa misma tarde, tomó la pluma para designar a su sobrino Karl legatario de todos sus bienes.

### Fallecimiento

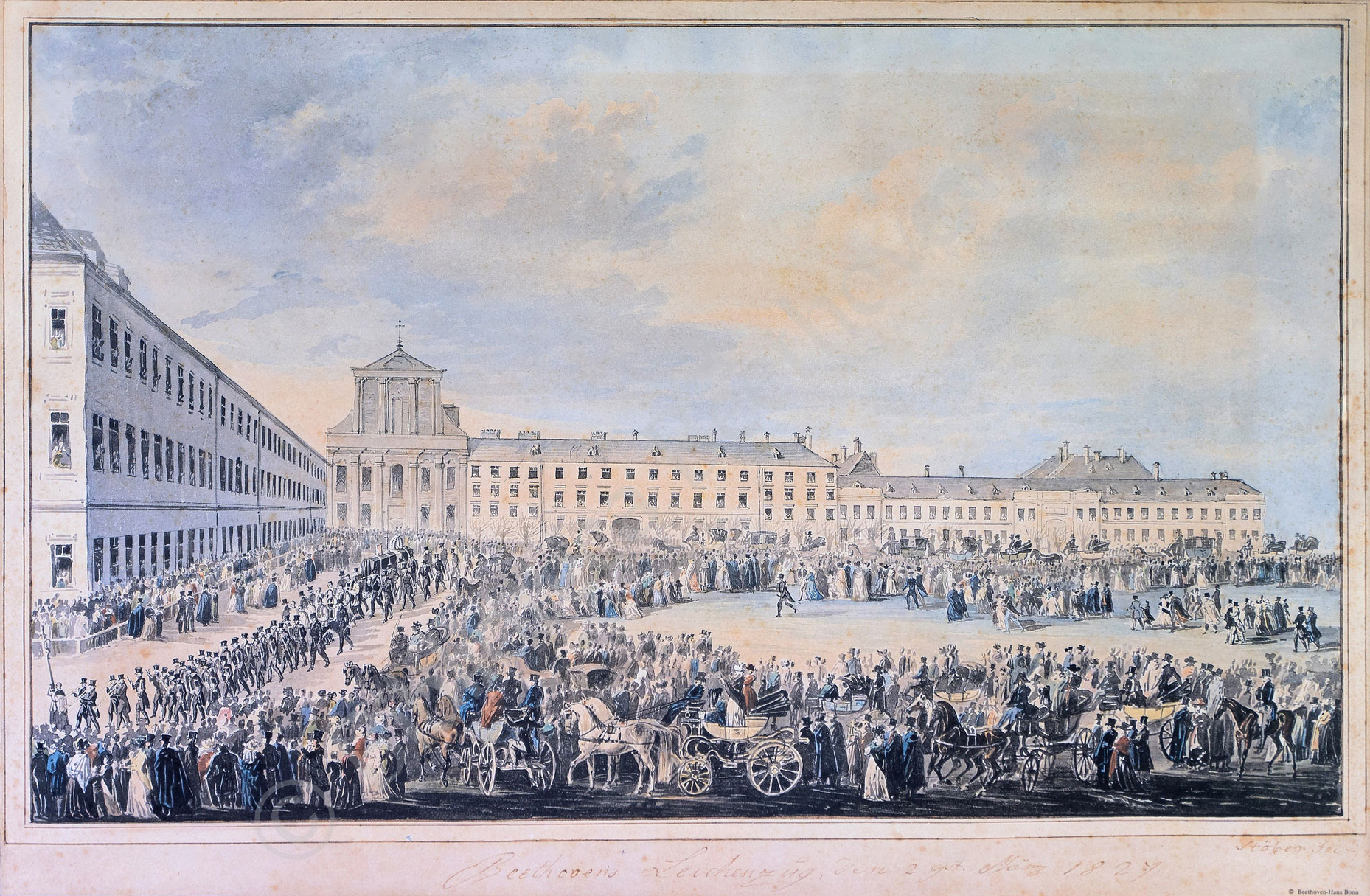
El 29 de marzo de 1827 se ofició el funeral de Beethoven, al que acudieron más de 20 000 personas.

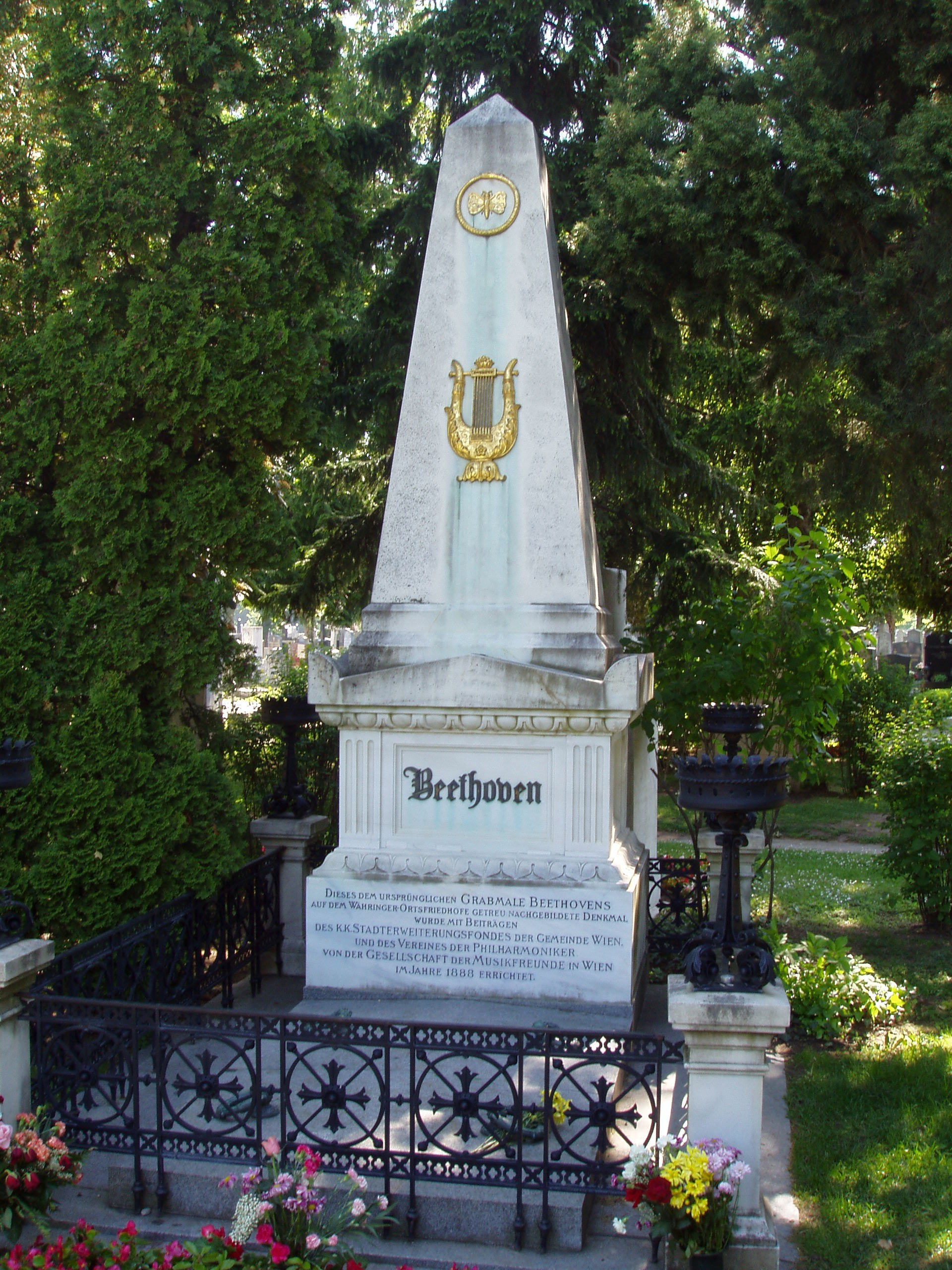
Tumba de Beethoven en el cementerio Zentralfriedhof de Viena

Al día siguiente, 24 de marzo de 1827, Beethoven recibió la extremaunción y la comunión según el rito católico. Cabe señalar que las creencias personales de Beethoven fueron muy poco ortodoxas. Esa misma tarde entró en coma para no volver a despertar hasta dos días más tarde. Su hermano Nikolaus Johann, su cuñada y su admirador incondicional Anselm Hüttenbrenner lo acompañaron al final, ya que sus pocos amigos habían salido a buscar una tumba. Sus últimas palabras fueron dirigidas al vino del Rin, que llegó después de mucho esperar el encargo, y que se esperaba surtiera buenos efectos sobre la salud del músico: «Demasiado tarde, demasiado tarde...». Hüttenbrenner relató los últimos momentos del compositor el 27 de marzo de 1827 de la siguiente forma:

Permaneció tumbado, sin conocimiento, desde las 3 de la tarde hasta las 5 pasadas. De repente hubo un relámpago, acompañado de un violento trueno, y la habitación del moribundo quedó iluminada por una luz cegadora. Tras ese repentino fenómeno, Beethoven abrió los ojos, levantó la mano derecha, con el puño cerrado, y una expresión amenazadora, como si tratara de decir: «¡Potencias hostiles, os desafío!, ¡Marchaos! ¡Dios está conmigo!» o como si estuviera dispuesto a gritar, cual un jefe valeroso a sus tropas «¡Valor, soldados! ¡Confianza! ¡La victoria es nuestra!». Cuando dejó caer de nuevo la mano sobre la cama, los ojos estaban ya cerrados. Yo le sostenía la cabeza con mi mano derecha, mientras mi izquierda reposaba sobre su pecho. Ya no pude sentir el hálito de su respiración; el corazón había dejado de latir.
Anselm Hüttenbrenner.

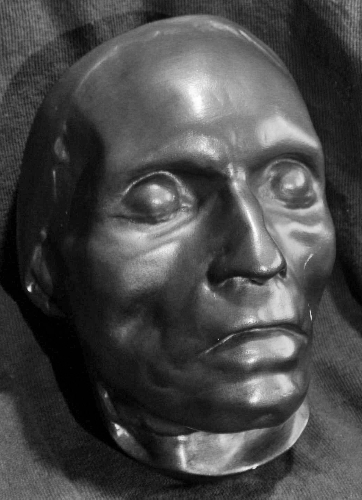
Máscara mortuaria de Beethoven, realizada por Josef Danhauser

Tres días después de su fallecimiento, el 29 de marzo, tuvo lugar el funeral. Se celebró en la iglesia de la Santa Trinidad, distante un par de manzanas del domicilio de Beethoven, y en él se interpretó el Réquiem en re menor de Wolfgang Amadeus Mozart. Al mismo asistieron más de 20 000 personas, entre las que se encontraba Schubert, gran admirador suyo. El actor Heinrich Anschütz leyó la oración fúnebre, que fue escrita por el poeta Franz Grillparzer, a las puertas del cementerio de Währing, ahora Schubert Park.
En su escritorio de trabajo se encontró el Testamento de Heiligenstadt, redactado en 1802, en donde explica a sus hermanos el porqué de su profunda amargura. También se encontró la mencionada desgarradora carta de amor dirigida a su «Amada inmortal», a la que llama «mi ángel, mi todo, mi mismo yo».

## Estudios sobre las causas de su muerte

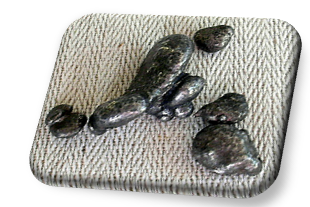
Algunos análisis de un mechón del cabello de Beethoven y de un fragmento de su cráneo dieron como resultado la existencia de altas concentraciones de plomo.

A lo largo de su vida, Beethoven visitó gran cantidad de médicos para curar sus diversas dolencias físicas, como mala digestión, dolor abdominal crónico, cirrosis hepática, nefropatía, pancreatitis crónica, irritabilidad, depresión, así como otros síndromes sin etiología demostrada, tales como alteraciones gastrointestinales, bronquiales, articulares y oculares. En una carta a un amigo, expresó su deseo de que, después de su muerte, sus restos fueran usados para determinar la causa de su enfermedad y evitar que otros padecieran su mismo sufrimiento. Desde su fallecimiento, a los cincuenta y seis años de edad, en 1827, han existido muchas especulaciones y estudios sobre las causas de sus múltiples dolencias y su muerte, pero no han conseguido determinar una patología sistémica para explicar al menos gran parte de sus síndromes.
Estudios realizados en el Centro de Tratamiento Pfeiffer en Warrenville (Illinois) en 2005 han revelado algunos datos sobre las causas de su muerte. Los análisis de un mechón de su cabello y de un fragmento de su cráneo dieron como resultado la existencia de altas concentraciones de plomo, lo que indica que el compositor podría haber padecido saturnismo. Aparentemente, Beethoven ingería agua contaminada con plomo, que se obtenía de un arroyo campestre creyendo que tenía propiedades curativas. Las últimas investigaciones señalan que fue por el plomo de los vasos que usaba para beber. A raíz de dichos estudios, se pudo saber que el compositor padecía problemas estomacales desde los veinte años y que, en ocasiones, sufría crisis depresivas. Los problemas estomacales y el cambio de personalidad que sufrió a los veinte años concuerdan con el diagnóstico de envenenamiento por plomo. En estos estudios, también se destaca la ausencia de niveles perceptibles de cadmio o mercurio en el mechón y el hueso, elementos a los que previamente se había identificado como causantes de la enfermedad de Beethoven. La presencia de plomo en el cráneo confirmó que la exposición del músico a dicho elemento no fue un hecho puntual en su vida, sino que tuvo que estar sometido a él durante muchos años. Aunque existen algunos extraños casos de sordera provocados por envenenamiento por plomo, no hay ninguna evidencia sólida que sustente que fuese esta la causa de la que padeció Beethoven.
Otro estudio afirma que Beethoven falleció a causa de una insuficiencia hepática que desencadenó un coma hepático. Además, puede que con probabilidad padeciera una septicemia final, con el antecedente de una ascitis fistulizada e infectada. No se puede afirmar con certeza si una insuficiencia renal y una diabetes descompensada fueron motivo de su fallecimiento. En la medicina moderna, la causa de su muerte sería catalogada como un fallo multisistémico, originado por su insuficiencia hepática.

## Personalidad

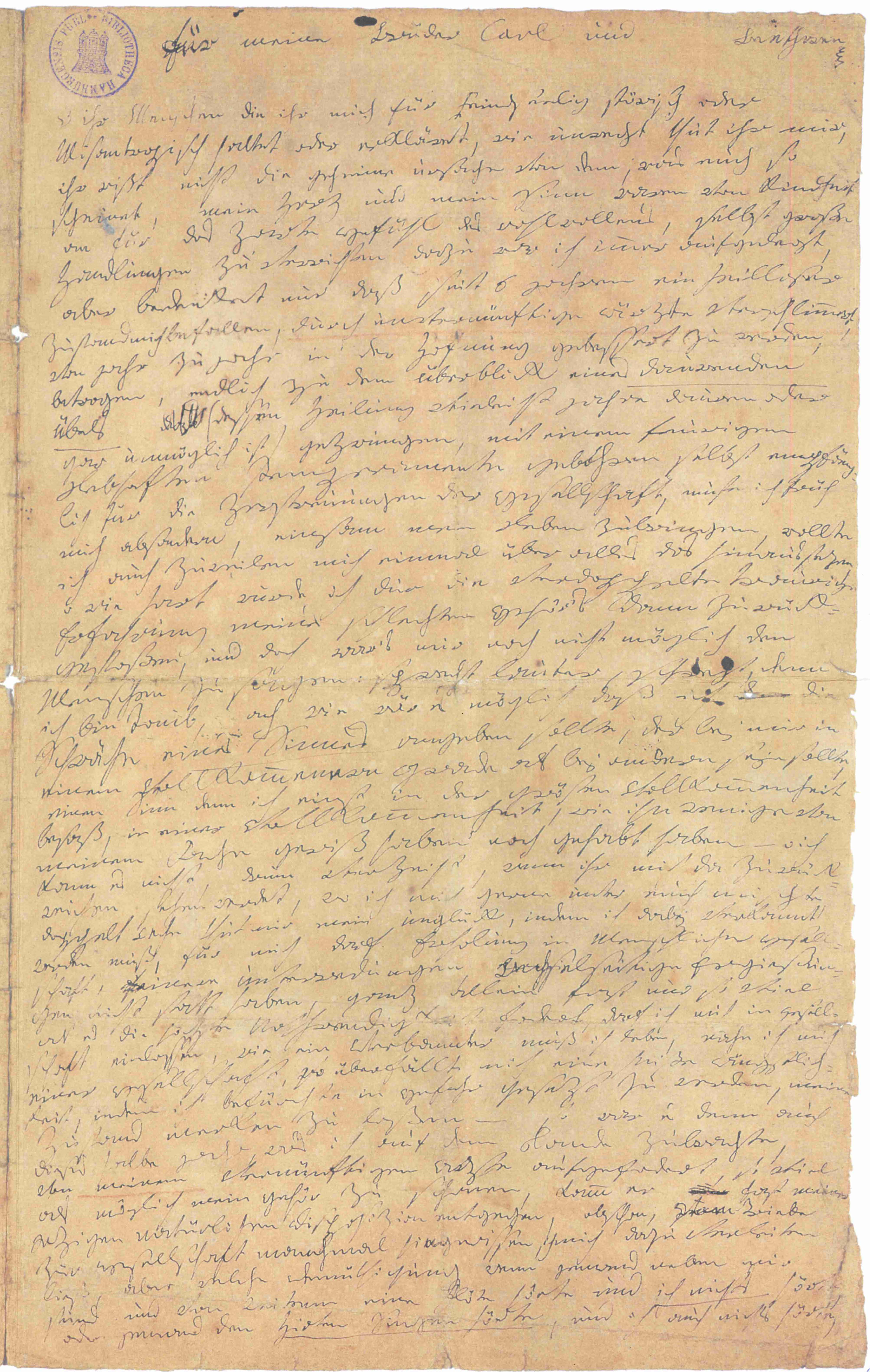
Facsímil del Testamento de Heiligenstadt

La vida personal de Beethoven fue problemática debido a su creciente sordera, que lo llevó a plantearse el suicidio, según afirmó en los documentos encontrados en el Testamento de Heiligenstadt. A menudo, Beethoven era irascible y puede que sufriera trastorno bipolar. Sin embargo, tuvo un círculo íntimo de amigos fieles durante toda su vida, quizás atraídos por la fortaleza de su reputada personalidad. Hacia el final de su vida, los amigos de Beethoven compitieron en sus esfuerzos para ayudar al compositor a paliar sus incapacidades físicas.

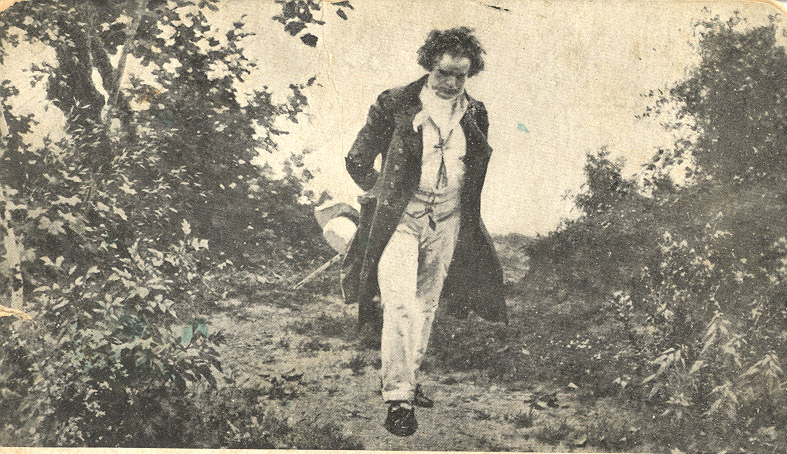
Paseo de Beethoven en la naturaleza, Julius Schmid

Hay numerosas evidencias del desdén que sentía Beethoven hacia la autoridad y el sistema de clases sociales. Detenía su interpretación al piano si su audiencia comenzaba a hablar entre sí o si dejaban de prestarle total atención. En los eventos sociales, se negaba a interpretar si le invitaban a hacerlo sin previo aviso. Finalmente, y después de muchas confrontaciones, el archiduque Rudolf decretó unas normas básicas de etiqueta en la corte que no afectaban a Beethoven.

## Producción musical
Beethoven es reconocido como uno de los más grandes compositores de la historia. Ocasionalmente, es mencionado como parte de «Las tres bes» (junto con Bach y Brahms), quienes personalizan esta tradición. También es la figura central de la transición entre el clasicismo musical del siglo XVIII y el romanticismo del siglo XIX, por la profunda influencia que ejerció sobre las siguientes generaciones de músicos.

### Visión general
Beethoven compuso obras en una amplia variedad de géneros y para una amplia gama de combinaciones de instrumentos musicales. Sus obras para orquesta sinfónica incluyen nueve sinfonías (la Novena sinfonía incluye un coro) y alrededor de una docena de piezas de música «ocasional». Compuso nueve conciertos para uno o más instrumentos solistas y orquesta, así como cuatro obras cortas que incluyen a solistas acompañados de orquesta. Fidelio es la única ópera que escribió y entre sus obras vocales con acompañamiento orquestal se incluyen dos misas y una serie de obras cortas.
Compuso un amplio repertorio de obras para piano, entre ellas treinta y dos sonatas para piano y numerosas obras cortas, incluidos los arreglos (para piano solo o dúo de piano), de algunas de sus otras obras. Las obras en las que usa el piano como instrumento de acompañamiento incluyen diez sonatas para violín, cinco sonatas para violonchelo y una sonata para corno francés, así como numerosos lieder.
La cantidad de música de cámara que produjo Beethoven fue notable. Además de los dieciséis cuartetos de cuerda, escribió cinco obras para quinteto de cuerda, siete para trío con piano, cinco para trío de cuerda y más de una docena de obras para gran variedad de combinaciones de instrumentos de viento.

### Los tres periodos
Según el escritor ruso Wilhelm von Lenz, la carrera como compositor de Beethoven se divide en tres periodos: temprano, medio y tardío. El periodo temprano abarca hasta alrededor de 1802, el periodo medio se extiende desde 1803 hasta cerca de 1814 y el periodo tardío va desde 1815 hasta el fallecimiento del compositor. Esta división de Lenz, realizada en Beethoven et ses trois styles (1852), ha sido utilizada ampliamente por otros musicólogos, con ligeros cambios, desde entonces.
En su período temprano, el trabajo de Beethoven estuvo fuertemente influido por sus predecesores, Joseph Haydn y Wolfgang Amadeus Mozart, pero también exploró nuevas direcciones y gradualmente amplió el alcance y la ambición de su obra. Algunas obras importantes de este periodo son la Primera y Segunda sinfonías, un conjunto de seis cuartetos de cuerda (Opus 18), los primeros dos conciertos para piano (los n.º 1 y n.º 2) y la primera docena de sonatas para piano, incluyendo la famosa Sonata Patética, Op. 13.
El periodo medio, también llamado heroico, comienza después de la crisis personal provocada por la creciente sordera del músico. Es destacada por las obras de gran escala que denotan el heroísmo y la lucha. Las composiciones de este periodo incluyen seis sinfonías (las n.º 3, 4, 5, 6, 7 y 8), los últimos tres conciertos para piano, el Triple concierto y el Concierto para violín, cinco cuartetos de cuerda (n.º 7 al 11), varias sonatas para piano (incluyendo las sonatas Claro de luna, Waldstein y Appassionata), la Sonata Kreutzer para violín, y su única ópera, Fidelio.
El periodo tardío comienza alrededor de 1815. Las obras de dicho periodo se caracterizan por su profunda carga intelectual, sus innovaciones formales y su intensidad, expresión sumamente personal. El Cuarteto de cuerda n.º 14, Op. 131 tiene siete movimientos enlazados y la Novena sinfonía incorpora la fuerza coral a una orquesta en el último movimiento. Otras composiciones de este periodo son la Missa Solemnis, los cinco últimos cuartetos de cuerda (incluyendo la Grosse fugue) y las cinco últimas sonatas para piano.

### Obras
En su prolífica trayectoria musical, Beethoven dejó para la posteridad un importante legado: nueve sinfonías, una ópera, dos misas, tres cantatas, treinta y dos sonatas para piano, cinco conciertos para piano, un concierto para violín, un triple concierto para violín, violonchelo, piano y orquesta, dieciséis cuartetos de cuerda, una gran fuga para cuarteto de cuerda, diez sonatas para violín y piano, cinco sonatas para violonchelo y piano e innumerables oberturas, obras de cámara, series de variaciones, arreglos de canciones populares y bagatelas para piano.

#### Sinfonías
Beethoven compuso nueve sinfonías a lo largo de su trayectoria musical. Entre ellas se destacan la Tercera sinfonía, también llamada en castellano Heroica, en mi♭ mayor, la Quinta sinfonía, en do menor y la Novena sinfonía, en re menor (cuyo cuarto movimiento está basado en la Oda a la Alegría, escrita por Friedrich von Schiller en 1785).
Compuso su Primera sinfonía entre 1799 y 1800, cuando tenía 30 años de edad, y continuó componiendo sinfonías hasta su muerte.
Existe controversia sobre la existencia de una Décima sinfonía, en la que estaría trabajando Beethoven cuando falleció.

#### Oberturas
Las diez oberturas de Beethoven son piezas cortas que, posteriormente, serían ampliadas y trabajadas para su incorporación en obras mayores. En el fondo, es música compuesta para musicalizar ballets (Las criaturas de Prometeo) y obras de teatro: Coriolano de William Shakespeare, Egmont de Johann Wolfgang von Goethe, etc. Se trata de composiciones cerradas y uniformes que expresan emociones e ideas llenas de heroísmo. El tema de la libertad está muy presente en este apartado de la producción del músico de Bonn. Por ejemplo, la Obertura Coriolano (Op. 62) ilustra musicalmente el drama homónimo de Shakespeare basado en el héroe que tiene que escoger entre la libertad de conciencia y su lealtad a las leyes romanas, Leonora n.º 3 (Op. 72a), por su parte, es una obertura destacada de las cuatro escritas para la ópera Fidelio. De idéntica valía son Las criaturas de Prometeo (Op. 43) y Egmont (Op. 84), siendo esta última un buen ejemplo de la típica composición beethoveniana.

#### Conciertos
Cada concierto para piano de Beethoven es distinto y desarrolla una escritura pianística de gran virtuosismo (él mismo fue un gran virtuoso en su juventud). Quizá el más famoso sea el Concierto para piano n.º 5 «Emperador», de 1809, en donde el virtuosismo y el sinfonismo se combinan a la perfección. Es una composición épica que tiene un originalísimo arranque y soberbias cadencias. El origen del sobrenombre de este concierto no se lo puso el propio compositor sino que se lo asignaron los primeros asistentes como público, dada la grandeza y majestuosidad de la obra.
El primer y segundo conciertos para piano destacan por su concepción alegre, mientras que el Concierto para piano n.º 3, de 1801, de tono serio, es de una amplitud y calidad incomparables. Por su parte, el Concierto para piano n.º 4, Op. 58, de 1808, apuesta por la profundidad lírica y ha sido considerado, por la Allgemeine musikalische Zeitung de mayo de 1809, como el «mejor concierto para instrumento solo jamás compuesto». En cuanto a los conciertos en los que participan otros instrumentos, hay que señalar el Concierto para violín y el Triple concierto para violín, violonchelo, piano y orquesta, en donde Beethoven sustituye el sinfonismo por un entretenimiento muy del gusto de la época, dando ocasión a resonancias algo exóticas: Rondó alla polacca es su rítmico tercer movimiento.
Beethoven también compuso una Fantasía para piano, orquesta y coro, Op. 80, que es una triple fantasía: comienza el piano solo, se le une la orquesta y, cerca del final, hace su entrada el coro —un esquema similar al de la Novena sinfonía—.
El único Concierto para violín, Op. 61 (que cuenta además con una transcripción para piano, obra del mismo Beethoven, Op. 61b) fue en su tiempo una obra controvertida que atrajo poca atención en su estreno, con el violinista Franz Clement en la parte solista. Fue solo en 1850, de la mano del violinista Joseph Joachim, amigo de Johannes Brahms, cuando el concierto alcanzó notoriedad. La explicación de esta demora en imponerse es lo complejo de su interpretación, que hizo que pocos violinistas se atreviesen a tocarlo por años, argumentando que la participación del violín a la par con la orquesta les restaba protagonismo, lo que se unía a la fuerte exigencia de Beethoven. Dentro de esta categoría de obras para violín y orquesta deben incluirse además dos breves Romanzas para violín y orquesta.

#### Sonatas para piano

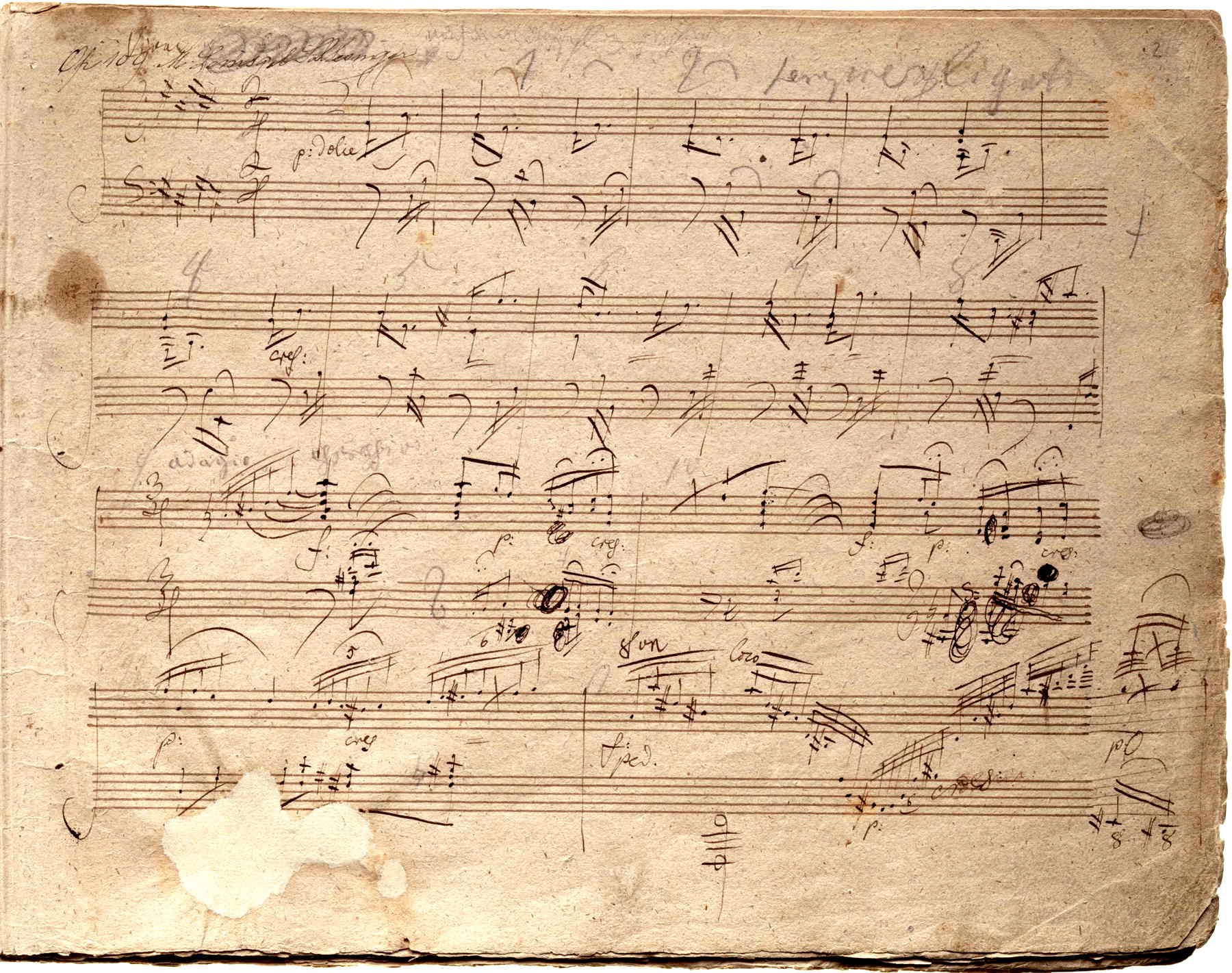
Manuscrito de la Sonata para piano Op. 109

Sus treinta y dos sonatas manifiestan la personalidad revolucionaria y de transición de Beethoven, y el compositor se sitúa como el más destacado de la forma sonata del periodo comprendido entre clasicismo y romanticismo. Fiel a la forma sonata, el compositor alemán se permite más de una innovación: sonata de dos (Op. 111), cuatro (Op. 109) o cinco movimientos, temas con variaciones, fugas, scherzi, etc.
Estas sonatas presentan nuevas sonoridades, audaces experimentos, y queda encerrado el mundo interior del compositor y también el recién llegado lenguaje expresivo de la revolución romántica. En la temprana Patética, en la tempestuosa Appassionata, en la brusca y laberíntica Hammerklavier, en las últimas sonatas Op. 110 y 111, el compositor llega a las fronteras de la exposición pianística, que serán alcanzadas en el Op. 120. Beethoven fue uno de los compositores que más exigió a los constructores de piano a mejorar la sonoridad y resistencia de los pianofortes decimonónicos.
El inadecuado entrenamiento que tuvo Beethoven en sus primeros años de estudios musicales se refleja en las tres sonatas para piano escritas en 1783. El piano súbito, los repentinos arranques, las figuras de arpegios (ejecutadas a altas velocidades en varias octavas de forma ascendente o descendente) conocidas como los «cohetes de Mannheim», son característicos de la personalidad musical y sentimental de Beethoven. Él es el primero en usar el acorde de novena sin preparar y que se puede observar en el primer movimiento de su Sonata para piano n.º 14 «Claro de luna», dedicada a otro de los grandes amores de su vida, la condesa Giulietta Guicciardi.
Las sonatas para piano de Beethoven transportaron la música a un nuevo orden. Después de 1800, Beethoven empezó a desarrollar el género con proyecciones románticas. La Sonata n.º 11 Op. 22, en si ♭ mayor, es la última sonata del primer período de composición, la cual Beethoven declaró como su sonata preferida. La Op. 26 en la ♭, la primera que compuso desde el comienzo del nuevo siglo, se abre con un tema lento con variaciones, sigue con un scherzo temerario y vertiginoso, una marcha fúnebre «a la muerte de un héroe» y concluye en un agitado final. A esta le siguieron las dos sonatas Quasi una fantasía Op. 27 (a la segunda se la suele llamar Claro de Luna) que formalmente son poco convencionales. Los siguientes hitos de su composición pianística coincidieron con la gran crisis que le produjo el agravamiento de su sordera. La brillante Waldstein (el apellido del conde a quien va dedicada, más conocida por Aurora en los países hispanoparlantes) y la arrolladora Appasionata fueron de concepción tan revolucionaria, que hasta el propio Beethoven se abstuvo de escribir para piano solo durante algunos años. Pero la cima de su pianismo son las cuatro últimas de las treinta y dos sonatas, desde la Op. 106, Hammerklavier —que es frecuentemente referida como «sinfónica», por sus cuatro movimientos—, hasta la Op. 111 en do menor, la tonalidad de la que se valía para su música Sturm und Drang, como por ejemplo, su Quinta sinfonía. Las sonatas exigían un virtuosismo pianístico sin precedentes hasta entonces y eran prácticamente intocables en la época. Franz Liszt fue quien demostró que eran «interpretables».

#### Sonatas para piano y violín
Destacan también las diez sonatas para violín y piano, en especial la Sonata para violín n.º 9 «Kreutzer», Op. 47, conocida por las exigencias que presenta para la parte del violín. Está dedicada a Rodolphe Kreutzer, conocido violinista de la época. Así mismo, la Sonata para violín n.º 5, conocida como Frühling (Primavera) y la Sonata para violín n.º 10 gozan de gran popularidad.

#### Ópera y música vocal

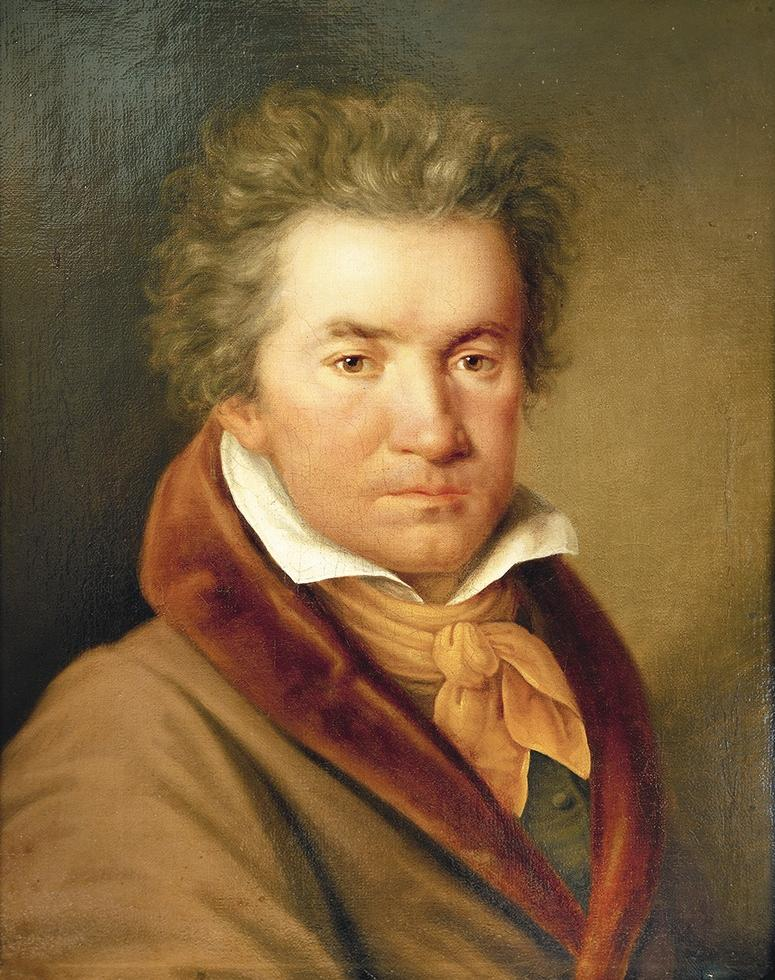
Ludwig van Beethoven en 1815. El año anterior había terminado las Séptima y Octava sinfonías y reformado la ópera Fidelio

Beethoven se centró sobre todo en la música orquestal, compaginándola con la música de cámara y para piano. También desarrolló obras vocales, aunque con suerte muy diversa. Por ejemplo, su única ópera escrita, Fidelio, revisada desde 1805 hasta 1814, fue un fracaso el día de su estreno. El músico tuvo que esperar hasta el 23 de mayo de 1814 para ser aclamado de forma entusiasta por un público enfervorizado. La nueva versión representaba para el público más que la recreación de los principios de la Ilustración, como fue su primer objetivo en 1805, la celebración de las victorias sobre Napoleón y como una alegoría de la liberación de Europa. Fue entonces cuando, ruborizado ante tales muestras de apoyo y cariño del público, escribió en su libro de conversaciones: «Es evidente que uno compone más bellamente cuando lo hace para el gran público». Se trataba, sin duda, del mismo compositor que había gritado al editor, tras el desastre de su primer Fidelio: «No compongo para la galería, que se vayan todos al infierno», nueve años antes.
Lo cierto es que Beethoven no mostraría particular interés en escribir óperas. Un proyecto largamente conversado con Goethe para transformar en ópera el Fausto no llegaría jamás a concretarse por razones desconocidas hasta hoy. Sin embargo, algunos autores, basados principalmente en anotaciones del propio Beethoven, han descrito algunas de sus sinfonías como «óperas encubiertas». Tal carácter ha sido asignado tanto a la Sexta sinfonía como a la Tercera.
La Missa Solemnis, escrita entre 1819 y 1823, su segunda obra para la Iglesia católica, es un canto de fe a Dios y a la naturaleza del hombre. Es una de sus obras más famosas, compuesta por encargo de su alumno, el archiduque Rudolf, nombrado en esa época arzobispo de Olomouc. La Missa solemnis provocó no pocos problemas a Beethoven. La obra fue estrenada parcialmente junto con la Novena sinfonía.
Otras obras corales de Beethoven son la Fantasía coral para piano, coro y orquesta (Op. 80), la Misa en do mayor, Latina (Op. 86), así como numerosos lieder, arias, coros y cánones, un ciclo de melodías, la cantata «En la Muerte del Emperador José II» (Op. 196) y el oratorio Cristo en el monte de los Olivos, de 1803, así como el célebre presto de la Novena sinfonía.

#### Cuartetos de cuerda

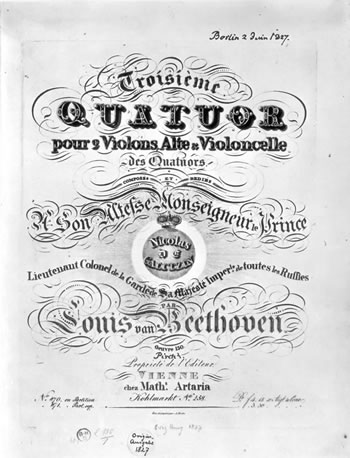
Portada de la primera edición de Artaria del Cuarteto de cuerda n.º 13 (Op. 130)

Hay algunos críticos musicales que opinan que el género de los cuartetos de cuerda desarrollado por Beethoven es más representativo que el de las sonatas para piano y el de las sinfonías. De hecho, Beethoven murió componiendo cuartetos.
En los cuartetos se puede comprobar el desarrollo de Beethoven a través de sus «tres estilos»: los primeros cuartetos, fieles a Haydn; el segundo período dominado por los llamados Cuartetos rusos, compuestos por encargo del aristócrata Razumovski; pero los más significativos son los seis finales, compuestos entre 1824 y 1827, es decir, correspondientes a la última etapa, algunas veces llamada «esotérica». La importancia del género en Beethoven rebasa los límites del Romanticismo, al grado de que sus últimas obras son una anticipación estilística y técnica que influiría en Dmitri Shostakóvich, Béla Bartók y en la Segunda Escuela de Viena de inicios del siglo XX. Los cuartetos muestran al Beethoven más profundo y original.
El Op. 18 constituye el primer esfuerzo importante de Beethoven en este complejo género musical y engloba seis obras dedicadas a su maestro, Joseph Haydn: aunque se encuentran todavía evidencias de las obras anteriores de Mozart y Haydn, ya hay un deseo de mostrar la originalidad que se verá plasmada en sus trabajos posteriores, como el movimiento final del Cuarteto de cuerda n.º 6 en si♭ mayor, «La malinconia», el cual es una introducción lenta que casi rebasa los límites tonales para luego dar paso al rondó concluyente.
En el periodo medio ya se aprecia a un Beethoven maduro, plenamente consciente de su poderío como creador y artista, pero sumido en la lucha contra la sordera. La primera parte de este periodo medio se constituye con el poderoso opus 59 Razumovski, constituido por tres cuartetos. Varios críticos musicales han tratado de ver un ciclo en este grupo de piezas dedicadas al conde Razumovski, el cual le proporcionó a Beethoven acceso a diversas melodías rusas como motivo de inspiración, aunque esto no condujo a una influencia definitiva. Hay varios motivos para creer que el punto de vista cíclico es cercano a la realidad, tomando en cuenta que el primer movimiento del primer cuarteto es una especie de síntesis de la forma sonata y que justamente el último del tercero es una compleja fuga, la cual tiene bastantes elementos de herencia con respecto al movimiento final de la Sinfonía «Júpiter» de Mozart, aunque el desarrollo estilístico del cuarteto es, como es natural, mucho mayor que el de dicha sinfonía.

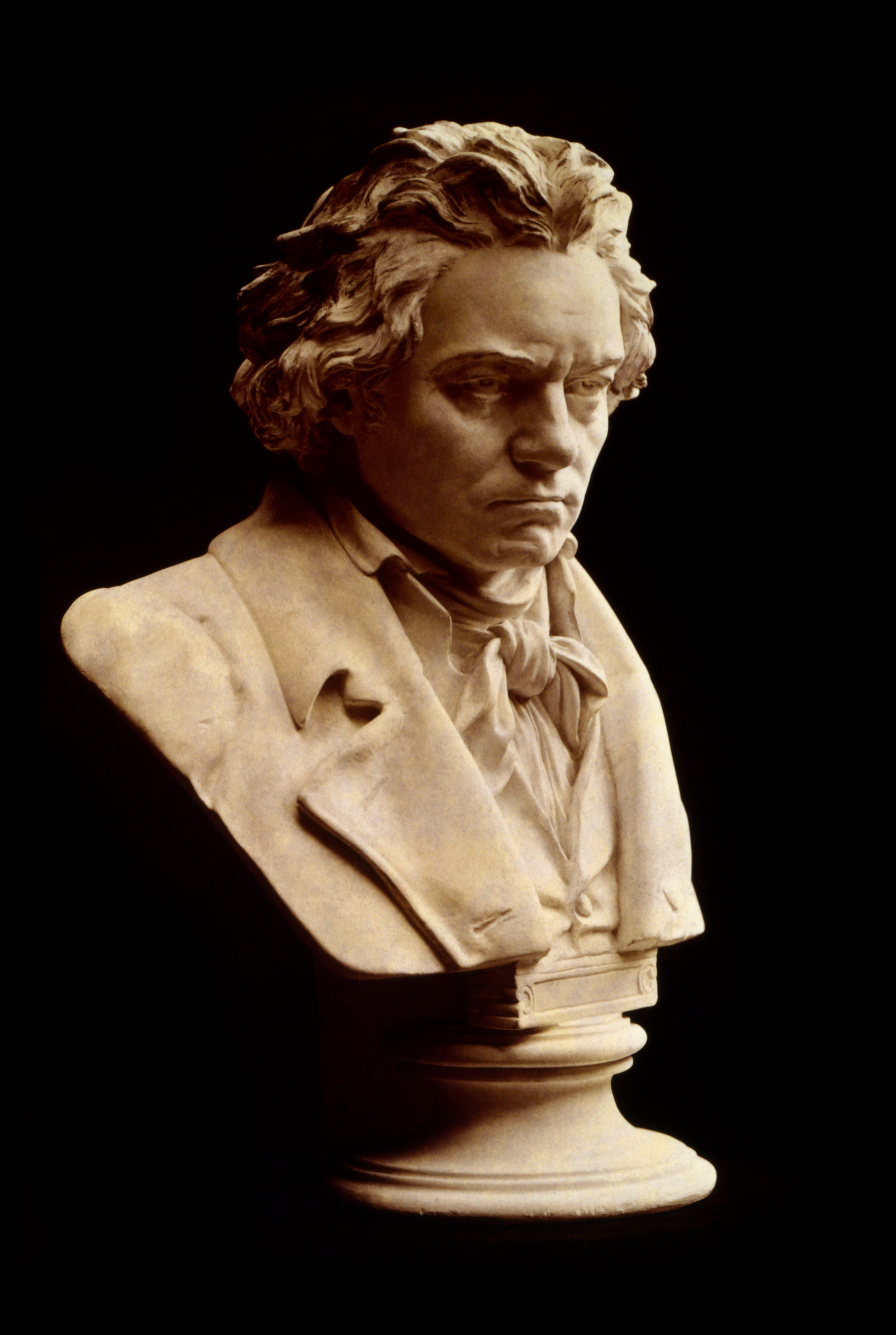
Una estatua basada en la máscara en vida de Beethoven

Los últimos cuartetos y la Grosse fugue trascienden el Romanticismo y son considerados como el verdadero legado musical de Beethoven por su complejidad melódica, armónica y de ejecución. En la época de su estreno no fueron bien recibidos, pero cuando le comentaron al compositor que la Grosse fugue había causado el rechazo general, este respondió «No importa, no la compuse para ellos, sino para el futuro». Sin embargo, Beethoven consintió quitarla del Cuarteto de cuerda n.º 13 (Op. 130), del que inicialmente formaba parte (ahora la pieza lleva por número de opus el 133) y compuso un nuevo final para este cuarteto.

## Beethoven en la cultura popular

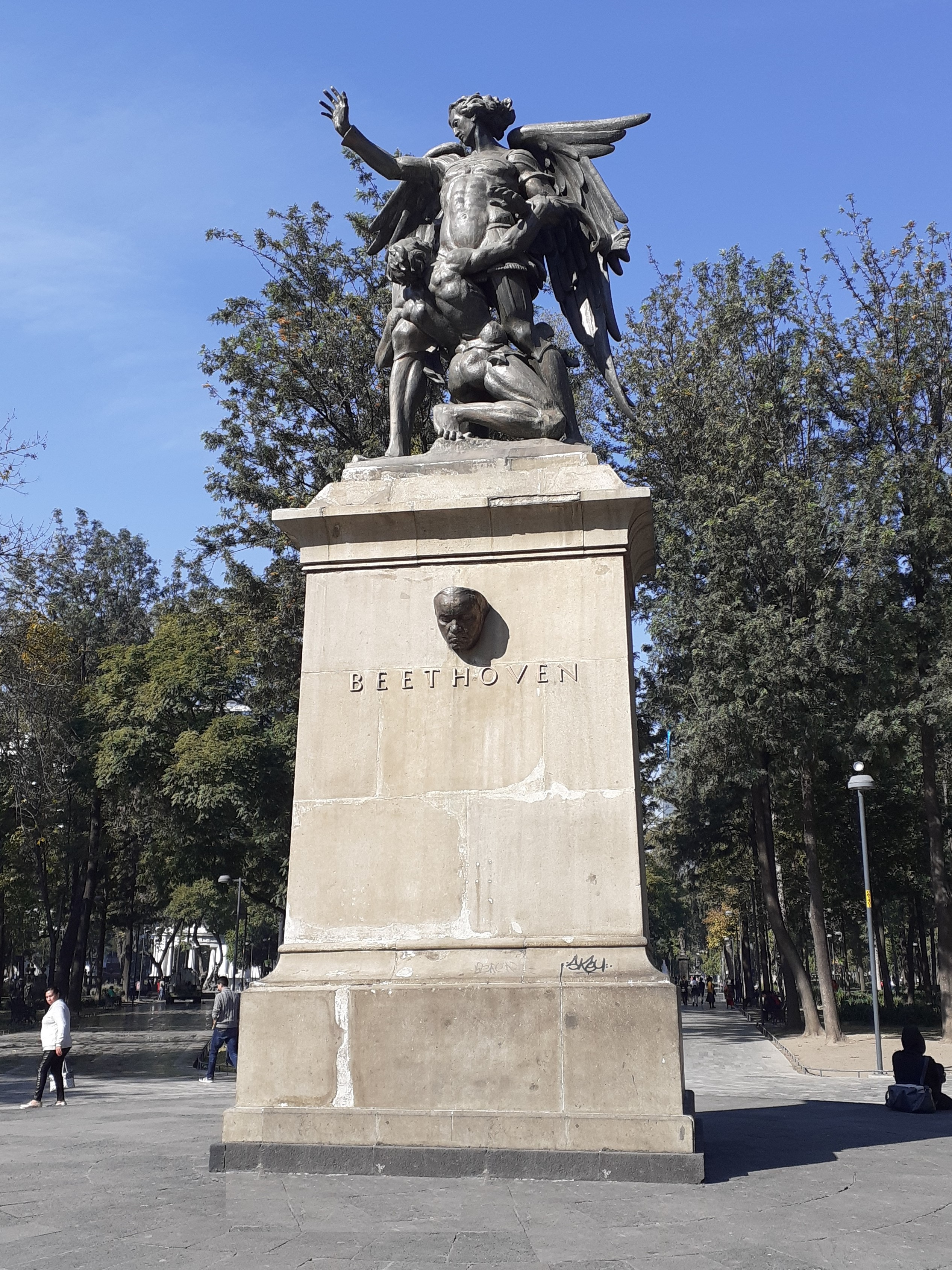
Monumento a Beethoven, Alameda Central, Ciudad de México.

La presencia de Beethoven como símbolo, y no solo como músico, es un fenómeno heredado del romanticismo. Tradicionalmente se ha difundido la visión del cuadro de Joseph Karl Stieler, cuyo enorme impacto se dejó traslucir tras el éxito de las serigrafías de Andy Warhol en 1987. Se han dejado de lado otras versiones, sea porque tuvieran una calidad artística considerada inferior, o que mostraran una imagen considerada en algún aspecto «poco verídica» respecto a la imagen que ya se encuentra establecida en el imaginario popular acerca del músico.

### Filatelia y numismática
Existen numerosos sellos postales y otros documentos filatélicos y numismáticos de países de todo el mundo en honor a Ludwig van Beethoven. Alemania es el país más prolífico de todos, aunque existen sellos emitidos en Francia, Mónaco, Austria, países de África y Sudamérica, entre otros. En total hay alrededor de doscientos sellos dedicados al compositor alemán. Beethoven también ha aparecido en diversas monedas y medallas, acuñadas en muchos casos con motivo de los aniversarios de su nacimiento, de su fallecimiento o para conmemorar algún hecho destacado en su ciudad natal, Bonn. Estas monedas o medallas han sido acuñadas en países de toda Europa, Estados Unidos o Asia.

### Cine, teatro y televisión
El compositor ha sido mostrado biográficamente en numerosas ocasiones en el cine, en el teatro y en la televisión. Estas son algunas de ellas:
- Comienzan sus representaciones en 1909 con una película muda del escritor y director francés Victorin-Hippolyte Jasset, que se titulaba Beethoven y que estaba protagonizada por Harry Baur.[38]
- La siguiente película sobre el compositor, Das Leben des Beethoven (La vida de Beethoven), fue alemana y se rodó en 1927, dirigida por Hans Outto Löwenstein.[39]
- El escritor y director francés Abel Gance realizó en 1936 otra película del compositor, Un grand amour de Beethoven (Un gran amor de Beethoven), en la que fue Harry Baur otra vez quien representó el papel del compositor.[40]
- Walt Disney ilustró la Sexta sinfonía en uno de los números de su película Fantasía.[41]
- Beethoven en 1977-1978 una serie de anime japonesa llamada «Manga Ijin Monogatari»,[42] realizó un cortometraje breve sobre la vida de Beethoven.[43]
- En 1985 apareció Le Neveu de Beethoven (El sobrino de Beethoven).[44]
- En 1992, una película para la televisión, Beethoven Lives Upstairs (Beethoven vive en el piso de arriba) fue la ganadora del premio Emmy.[45]
- En 1994, el director Bernard Rose creó Immortal Beloved (Amada inmortal) con Gary Oldman en el papel del compositor.[46]
- En 2006, la directora Agnieszka Holland produjo Copying Beethoven (Copiando a Beethoven), con Ed Harris como protagonista.[47]
- En el mismo año, la Universidad Panrusa Guerásimov de Cinematografía produjo el cortometraje de dibujos animados Fantasía sobre un hombre muerto por la música de Beethoven (Фантаэия о мертвом человеке на музыку Бетховена), dirigido por Mariya Litvínova (Мария Литвинова).[48]

Además, su música ha sido usada en más de doscientas cincuenta películas y programas de televisión.